# Lista över matchresultat i Fotbollsallsvenskan 2009
 ← 2008
Huvudartikel: Fotbollsallsvenskan 2009.
Lista över matchresultat i fotbollsallsvenskan 2009.

  
| Hemma \ Borta     | AIK | BKH | DIF | GAIS | GIF | HBK | HIF | HEL | BP  | IFE | IFK | KFF | MFF | TFF | ÖIS | ÖSK |
| AIK               | —   | 2–0 | 2–0 | 1–0  | 1–0 | 1–0 | 1–0 | 0–3 | 2–1 | 0–0 | 1–0 | 1–1 | 0–1 | 1–0 | 3–0 | 1–1 |
| BK Häcken         | 0–2 | —   | 2–1 | 1–0  | 0–0 | 2–2 | 2–0 | 3–0 | 5–1 | 1–1 | 4–1 | 0–0 | 0–1 | 1–0 | 2–0 | 2–2 |
| Djurgårdens IF    | 0–1 | 1–0 | —   | 2–1  | 0–0 | 0–2 | 0–1 | 2–1 | 0–2 | 1–2 | 0–0 | 2–0 | 1–2 | 0–0 | 2–1 | 1–0 |
| GAIS              | 2–2 | 3–0 | 1–1 | —    | 4–0 | 1–1 | 2–2 | 1–4 | 0–1 | 1–1 | 0–1 | 2–2 | 1–1 | 0–1 | 1–0 | 3–0 |
| Gefle IF          | 1–0 | 1–1 | 2–0 | 0–0  | —   | 1–0 | 1–0 | 0–2 | 3–2 | 1–2 | 0–3 | 1–1 | 0–3 | 2–1 | 2–2 | 2–0 |
| Halmstads BK      | 1–2 | 0–4 | 3–0 | 1–3  | 0–2 | —   | 1–0 | 2–1 | 0–1 | 1–2 | 0–0 | 2–0 | 0–3 | 1–1 | 2–1 | 1–1 |
| Hammarby IF       | 1–2 | 0–1 | 3–1 | 1–2  | 1–2 | 0–0 | —   | 2–1 | 1–0 | 2–3 | 0–1 | 1–4 | 1–0 | 2–1 | 0–1 | 0–1 |
| Helsingborgs IF   | 3–2 | 1–0 | 0–2 | 0–1  | 2–0 | 1–3 | 1–0 | —   | 0–1 | 3–2 | 1–0 | 1–1 | 1–0 | 2–2 | 4–1 | 0–1 |
| IF Brommapojkarna | 2–3 | 2–0 | 1–4 | 1–0  | 1–0 | 2–1 | 0–1 | 0–3 | —   | 1–1 | 0–3 | 1–2 | 1–1 | 2–2 | 1–2 | 3–0 |
| IF Elfsborg       | 0–0 | 1–1 | 3–1 | 2–2  | 2–3 | 4–0 | 1–1 | 1–0 | 1–0 | —   | 2–0 | 1–1 | 1–0 | 1–0 | 3–0 | 2–1 |
| IFK Göteborg      | 1–2 | 2–2 | 6–0 | 2–1  | 3–0 | 2–2 | 2–0 | 2–2 | 4–0 | 4–0 | —   | 2–1 | 2–0 | 3–1 | 3–0 | 1–0 |
| Kalmar FF         | 0–1 | 2–1 | 6–1 | 2–2  | 1–1 | 0–1 | 3–0 | 2–0 | 3–1 | 3–1 | 2–1 | —   | 5–4 | 2–0 | 1–0 | 1–3 |
| Malmö FF          | 0–0 | 1–2 | 2–1 | 2–2  | 0–0 | 0–0 | 3–1 | 0–0 | 1–0 | 5–0 | 0–1 | 1–2 | —   | 1–1 | 3–0 | 0–0 |
| Trelleborg FF     | 1–0 | 2–2 | 3–0 | 3–0  | 2–1 | 4–0 | 4–2 | 4–2 | 0–0 | 0–1 | 2–1 | 1–2 | 0–2 | —   | 2–1 | 0–1 |
| Örgryte IS        | 0–1 | 0–1 | 0–0 | 1–5  | 2–2 | 2–1 | 0–0 | 3–0 | 1–1 | 1–1 | 1–2 | 4–2 | 1–0 | 0–2 | —   | 0–1 |
| Örebro SK         | 1–1 | 1–3 | 2–0 | 2–0  | 2–0 | 2–1 | 2–0 | 2–0 | 2–2 | 0–1 | 0–0 | 2–1 | 0–3 | 1–1 | 2–2 | —   |

## Resultat

### Omgång 1
|  | Lördag 4 april 2009 16:00 | Elfsborg                 | 1 – 1   | Hammarby           | Borås Arena, Borås                          |                                             |
|  |                           | Stefan Ishizaki 48, str′ | rapport | 14′ Emil Johansson | Publik: 11,775 Domare: Markus Strömbergsson | Publik: 11,775 Domare: Markus Strömbergsson |
|  |                           |                          |         |                    | Publik: 11,775 Domare: Markus Strömbergsson | Publik: 11,775 Domare: Markus Strömbergsson |
|  |                           |                          |         |                    | Publik: 11,775 Domare: Markus Strömbergsson | Publik: 11,775 Domare: Markus Strömbergsson |

|  | Lördag 4 april 2009 16:00 | Häcken | 0 – 1   | Malmö FF             | Rambergsvallen, Göteborg                 |                                          |
|  |                           |        | rapport | 83′ Miljan Mutavdžić | Publik: 3,207 Domare: Stefan Johannesson | Publik: 3,207 Domare: Stefan Johannesson |
|  |                           |        |         |                      | Publik: 3,207 Domare: Stefan Johannesson | Publik: 3,207 Domare: Stefan Johannesson |
|  |                           |        |         |                      | Publik: 3,207 Domare: Stefan Johannesson | Publik: 3,207 Domare: Stefan Johannesson |

|  | Söndag 5 april 2009 14:30 | Örgryte           | 1 – 5   | Gais                                                                                               | Gamla Ullevi, Göteborg                   |                                          |
|  |                           | Álvaro Santos 17′ | Rapport | 6′ Pär Ericsson 26′ Tommy Lycén 28′ Mattias Lindström 29′ Wanderson do Carmo 51′ Mattias Lindström | Publik: 17,531 Domare: Martin Ingvarsson | Publik: 17,531 Domare: Martin Ingvarsson |
|  |                           |                   |         | | Publik: 17,531 Domare: Martin Ingvarsson | Publik: 17,531 Domare: Martin Ingvarsson |
|  |                           |                   |         | | Publik: 17,531 Domare: Martin Ingvarsson | Publik: 17,531 Domare: Martin Ingvarsson |

|  | Söndag 5 april 2009 15:00 | AIK               | 1 – 0   | Halmstad | Råsunda, Stockholm                    |                                       |
|  |                           | Gabriel Özkan 55′ | Rapport |          | Publik: 21,867 Domare: Martin Hansson | Publik: 21,867 Domare: Martin Hansson |
|  |                           |                   |         |          | Publik: 21,867 Domare: Martin Hansson | Publik: 21,867 Domare: Martin Hansson |
|  |                           |                   |         |          | Publik: 21,867 Domare: Martin Hansson | Publik: 21,867 Domare: Martin Hansson |

|  | Söndag 5 april 2009 15:00 | Trelleborgs FF | 0 – 0   | Brommapojkarna | Vångavallen, Trelleborg               |                                       |
|  |                           |                | Rapport |                | Publik: 3,115 Domare: Michael Lerjéus | Publik: 3,115 Domare: Michael Lerjéus |
|  |                           |                |         |                | Publik: 3,115 Domare: Michael Lerjéus | Publik: 3,115 Domare: Michael Lerjéus |
|  |                           |                |         |                | Publik: 3,115 Domare: Michael Lerjéus | Publik: 3,115 Domare: Michael Lerjéus |

|  | Måndag 6 april 2009 19:00 | Djurgården              | 1 – 0   | Örebro | Stockholms stadion, Stockholm         |                                       |
|  |                           | Daniel Sjölund 78, str′ | Rapport |        | Publik: 11,641 Domare: Åke Andreasson | Publik: 11,641 Domare: Åke Andreasson |
|  |                           |                         |         |        | Publik: 11,641 Domare: Åke Andreasson | Publik: 11,641 Domare: Åke Andreasson |
|  |                           |                         |         |        | Publik: 11,641 Domare: Åke Andreasson | Publik: 11,641 Domare: Åke Andreasson |

|  | Måndag 6 april 2009 19:00 | Gefle             | 1 – 1   | Kalmar FF           | Strömvallen, Gävle                      |                                         |
|  |                           | Hans Berggren 63′ | Rapport | 20, str′ Rasmus Elm | Publik: 5,196 Domare: Daniel Stålhammar | Publik: 5,196 Domare: Daniel Stålhammar |
|  |                           |                   |         |                     | Publik: 5,196 Domare: Daniel Stålhammar | Publik: 5,196 Domare: Daniel Stålhammar |
|  |                           |                   |         |                     | Publik: 5,196 Domare: Daniel Stålhammar | Publik: 5,196 Domare: Daniel Stålhammar |

|  | Måndag 6 april 2009 20:00 | Helsingborg           | 1 – 0   | IFK Göteborg | Olympia, Helsingborg                  |                                       |
|  |                           | Marcus Lantz 45, str′ | Rapport |              | Publik: 12,640 Domare: Jonas Eriksson | Publik: 12,640 Domare: Jonas Eriksson |
|  |                           |                       |         |              | Publik: 12,640 Domare: Jonas Eriksson | Publik: 12,640 Domare: Jonas Eriksson |
|  |                           |                       |         |              | Publik: 12,640 Domare: Jonas Eriksson | Publik: 12,640 Domare: Jonas Eriksson |

### Omgång 2
|  | Fredag 10 april 2009 15:00 | Brommapojkarna                        | 2 – 0   | Häcken | Grimsta IP, Stockholm                |                                      |
|  |                            | Olof Guterstam 72′ Joakim Runnemo 90′ | rapport |        | Publik: 1,919 Domare: Håkan Jonasson | Publik: 1,919 Domare: Håkan Jonasson |
|  |                            |                                       |         |        | Publik: 1,919 Domare: Håkan Jonasson | Publik: 1,919 Domare: Håkan Jonasson |
|  |                            |                                       |         |        | Publik: 1,919 Domare: Håkan Jonasson | Publik: 1,919 Domare: Håkan Jonasson |

|  | Fredag 10 april 2009 15:00 | Halmstad         | 1 – 1   | Trelleborgs FF  | Örjans vall, Halmstad                    |                                          |
|  |                            | Emir Kujović 73′ | rapport | 43′ Marcus Pode | Publik: 6,178 Domare: Stefan Johannesson | Publik: 6,178 Domare: Stefan Johannesson |
|  |                            |                  |         |                 | Publik: 6,178 Domare: Stefan Johannesson | Publik: 6,178 Domare: Stefan Johannesson |
|  |                            |                  |         |                 | Publik: 6,178 Domare: Stefan Johannesson | Publik: 6,178 Domare: Stefan Johannesson |

|  | Fredag 10 april 2009 15:00 | Örebro | 0 – 1   | Elfsborg           | Behrn Arena, Örebro                   |                                       |
|  |                            |        | rapport | 84′ Joel Johansson | Publik: 9,185 Domare: Michael Lerjéus | Publik: 9,185 Domare: Michael Lerjéus |
|  |                            |        |         |                    | Publik: 9,185 Domare: Michael Lerjéus | Publik: 9,185 Domare: Michael Lerjéus |
|  |                            |        |         |                    | Publik: 9,185 Domare: Michael Lerjéus | Publik: 9,185 Domare: Michael Lerjéus |

|  | Lördag 11 april 2009 14:00 | IFK Göteborg | 6 – 0   | Djurgården | Gamla Ullevi, Göteborg                      |                                             |
|  |                            | Stefan Selakovic 3′ Robin Söder 6′ Tobias Hysén 28′ Tobias Hysén 42′ Ragnar Sigurðsson 84′ Pontus Wernbloom 88′ | rapport |            | Publik: 18,276 Domare: Markus Strömbergsson | Publik: 18,276 Domare: Markus Strömbergsson |
|  |                            | |         |            | Publik: 18,276 Domare: Markus Strömbergsson | Publik: 18,276 Domare: Markus Strömbergsson |
|  |                            | |         |            | Publik: 18,276 Domare: Markus Strömbergsson | Publik: 18,276 Domare: Markus Strömbergsson |

|  | Söndag 12 april 2009 15:00 | Hammarby           | 1 – 2   | Gefle                             | Söderstadion, Stockholm                    |                                            |
|  |                            | Charlie Davies 41′ | rapport | 11′ Hans Berggren 65′ Amadou Jawo | Publik: 12,251 Domare: Sven-Martin Åkesson | Publik: 12,251 Domare: Sven-Martin Åkesson |
|  |                            |                    |         |                                   | Publik: 12,251 Domare: Sven-Martin Åkesson | Publik: 12,251 Domare: Sven-Martin Åkesson |
|  |                            |                    |         |                                   | Publik: 12,251 Domare: Sven-Martin Åkesson | Publik: 12,251 Domare: Sven-Martin Åkesson |

|  | Måndag 13 april 2009 15:00 | Gais            | 1 – 4   | Helsingborg                                                             | Gamla Ullevi, Göteborg                |                                       |
|  |                            | Tommy Lycén 35′ | Rapport | 7′ Rasmus Jönsson 48′ Erik Sundin 61′ René Makondele 86′ Henrik Larsson | Publik: 7,422 Domare: Tobias Mattsson | Publik: 7,422 Domare: Tobias Mattsson |
|  |                            |                 |         |                                                                         | Publik: 7,422 Domare: Tobias Mattsson | Publik: 7,422 Domare: Tobias Mattsson |
|  |                            |                 |         |                                                                         | Publik: 7,422 Domare: Tobias Mattsson | Publik: 7,422 Domare: Tobias Mattsson |

|  | Måndag 13 april 2009 18:00 | Malmö FF                                              | 3 – 0   | Örgryte | Swedbank Stadion, Malmö               |                                       |
|  |                            | Labinot Harbuzi 61′ Agon Mehmeti 84′ Agon Mehmeti 89′ | rapport |         | Publik: 23,347 Domare: Martin Hansson | Publik: 23,347 Domare: Martin Hansson |
|  |                            |                                                       |         |         | Publik: 23,347 Domare: Martin Hansson | Publik: 23,347 Domare: Martin Hansson |
|  |                            |                                                       |         |         | Publik: 23,347 Domare: Martin Hansson | Publik: 23,347 Domare: Martin Hansson |

|  | Måndag 13 april 2009 20:00 | Kalmar FF | 0 – 1   | AIK            | Fredriksskans IP, Kalmar                |                                         |
|  |                            |           | rapport | 12′ Iván Óbolo | Publik: 6,042 Domare: Martin Ingvarsson | Publik: 6,042 Domare: Martin Ingvarsson |
|  |                            |           |         |                | Publik: 6,042 Domare: Martin Ingvarsson | Publik: 6,042 Domare: Martin Ingvarsson |
|  |                            |           |         |                | Publik: 6,042 Domare: Martin Ingvarsson | Publik: 6,042 Domare: Martin Ingvarsson |

### Omgång 3
|  | Onsdag 15 april 2009 19:00 | Halmstad | 0 – 1   | Brommapojkarna     | Örjans vall, Halmstad                   |                                         |
|  |                            |          | rapport | 65′ Joakim Runnemo | Publik: 4,354 Domare: Daniel Stålhammar | Publik: 4,354 Domare: Daniel Stålhammar |
|  |                            |          |         |                    | Publik: 4,354 Domare: Daniel Stålhammar | Publik: 4,354 Domare: Daniel Stålhammar |
|  |                            |          |         |                    | Publik: 4,354 Domare: Daniel Stålhammar | Publik: 4,354 Domare: Daniel Stålhammar |

|  | Onsdag 15 april 2009 19:00 | Häcken                                                                       | 4 – 1   | IFK Göteborg     | Rambergsvallen, Göteborg             |                                      |
|  |                            | Tom Söderberg 45′ Josef Karlsson 52′ Mathias Ranégie 69′ Mathias Ranégie 83′ | rapport | 88′ Tobias Hysén | Publik: 5,136 Domare: Åke Andreasson | Publik: 5,136 Domare: Åke Andreasson |
|  |                            |                                                                              |         |                  | Publik: 5,136 Domare: Åke Andreasson | Publik: 5,136 Domare: Åke Andreasson |
|  |                            |                                                                              |         |                  | Publik: 5,136 Domare: Åke Andreasson | Publik: 5,136 Domare: Åke Andreasson |

|  | Onsdag 15 april 2009 19:00 | Djurgården | 0 – 0   | Gefle | Stockholms stadion, Stockholm         |                                       |
|  |                            |            | rapport |       | Publik: 7,283 Domare: Michael Lerjéus | Publik: 7,283 Domare: Michael Lerjéus |
|  |                            |            |         |       | Publik: 7,283 Domare: Michael Lerjéus | Publik: 7,283 Domare: Michael Lerjéus |
|  |                            |            |         |       | Publik: 7,283 Domare: Michael Lerjéus | Publik: 7,283 Domare: Michael Lerjéus |

|  | Torsdag 16 april 2009 19:00 | AIK | 0 – 1   | Malmö FF         | Råsunda, Stockholm                    |                                       |
|  |                             |     | rapport | 74′ Agon Mehmeti | Publik: 16,936 Domare: Jonas Eriksson | Publik: 16,936 Domare: Jonas Eriksson |
|  |                             |     |         |                  | Publik: 16,936 Domare: Jonas Eriksson | Publik: 16,936 Domare: Jonas Eriksson |
|  |                             |     |         |                  | Publik: 16,936 Domare: Jonas Eriksson | Publik: 16,936 Domare: Jonas Eriksson |

|  | Torsdag 16 april 2009 19:00 | Helsingborg               | 1 – 0   | Hammarby | Olympia, Helsingborg                        |                                             |
|  |                             | Christoffer Andersson 79′ | rapport |          | Publik: 10,130 Domare: Markus Strömbergsson | Publik: 10,130 Domare: Markus Strömbergsson |
|  |                             |                           |         |          | Publik: 10,130 Domare: Markus Strömbergsson | Publik: 10,130 Domare: Markus Strömbergsson |
|  |                             |                           |         |          | Publik: 10,130 Domare: Markus Strömbergsson | Publik: 10,130 Domare: Markus Strömbergsson |

|  | Torsdag 16 april 2009 19:00 | Trelleborgs FF                                        | 3 – 0   | Gais | Vångavallen, Trelleborg              |                                      |
|  |                             | Marcus Pode 6′ Andreas Drugge 49′ Kristian Haynes 89′ | rapport |      | Publik: 2,320 Domare: Håkan Jonasson | Publik: 2,320 Domare: Håkan Jonasson |
|  |                             |                                                       |         |      | Publik: 2,320 Domare: Håkan Jonasson | Publik: 2,320 Domare: Håkan Jonasson |
|  |                             |                                                       |         |      | Publik: 2,320 Domare: Håkan Jonasson | Publik: 2,320 Domare: Håkan Jonasson |

|  | Torsdag 16 april 2009 19:00 | Örgryte | 0 – 1   | Örebro        | Gamla Ullevi, Göteborg             |                                    |
|  |                             |         | rapport | 28′ Kim Olsen | Publik: 3,284 Domare: Johan Hamlin | Publik: 3,284 Domare: Johan Hamlin |
|  |                             |         |         |               | Publik: 3,284 Domare: Johan Hamlin | Publik: 3,284 Domare: Johan Hamlin |
|  |                             |         |         |               | Publik: 3,284 Domare: Johan Hamlin | Publik: 3,284 Domare: Johan Hamlin |

|  | Torsdag 16 april 2009 20:00 | Elfsborg         | 1 – 1   | Kalmar FF         | Borås Arena, Borås                       |                                          |
|  |                             | Emir Bajrami 31′ | rapport | 88′ Daniel Mendes | Publik: 9,330 Domare: Stefan Johannesson | Publik: 9,330 Domare: Stefan Johannesson |
|  |                             |                  |         |                   | Publik: 9,330 Domare: Stefan Johannesson | Publik: 9,330 Domare: Stefan Johannesson |
|  |                             |                  |         |                   | Publik: 9,330 Domare: Stefan Johannesson | Publik: 9,330 Domare: Stefan Johannesson |

### Omgång 4
|  | Söndag 19 april 2009 12:30 | Brommapojkarna                     | 2 – 3   | AIK                                                | Grimsta IP, Stockholm                |                                      |
|  |                            | Olof Guterstam 8′ Imad Chhadeh 21′ | rapport | 2′ Viktor Lundberg 31′ Iván Óbolo 90′ Saihou Jagne | Publik: 6,255 Domare: Martin Hansson | Publik: 6,255 Domare: Martin Hansson |
|  |                            |                                    |         |                                                    | Publik: 6,255 Domare: Martin Hansson | Publik: 6,255 Domare: Martin Hansson |
|  |                            |                                    |         |                                                    | Publik: 6,255 Domare: Martin Hansson | Publik: 6,255 Domare: Martin Hansson |

|  | Söndag 19 april 2009 15:00 | Gais                                                           | 3 – 0   | Häcken | Gamla Ullevi, Göteborg                  |                                         |
|  |                            | Wanderson do Carmo 45′ Pär Ericsson 49′ Wanderson do Carmo 86′ | rapport |        | Publik: 4,203 Domare: Daniel Stålhammar | Publik: 4,203 Domare: Daniel Stålhammar |
|  |                            |                                                                |         |        | Publik: 4,203 Domare: Daniel Stålhammar | Publik: 4,203 Domare: Daniel Stålhammar |
|  |                            |                                                                |         |        | Publik: 4,203 Domare: Daniel Stålhammar | Publik: 4,203 Domare: Daniel Stålhammar |

|  | Söndag 19 april 2009 15:00 | Gefle             | 1 – 2   | Elfsborg                               | Strömvallen, Gävle                    |                                       |
|  |                            | Hans Berggren 20′ | rapport | 44′ Mathias Florén 90′ Anders Svensson | Publik: 4,490 Domare: Tobias Mattsson | Publik: 4,490 Domare: Tobias Mattsson |
|  |                            |                   |         |                                        | Publik: 4,490 Domare: Tobias Mattsson | Publik: 4,490 Domare: Tobias Mattsson |
|  |                            |                   |         |                                        | Publik: 4,490 Domare: Tobias Mattsson | Publik: 4,490 Domare: Tobias Mattsson |

|  | Söndag 19 april 2009 15:00 | Kalmar FF | 0 – 1   | Halmstad       | Fredriksskans IP, Kalmar                   |                                            |
|  |                            |           | rapport | 7′ Anel Raskaj | Publik: 4,434 Domare: Markus Strömbergsson | Publik: 4,434 Domare: Markus Strömbergsson |
|  |                            |           |         |                | Publik: 4,434 Domare: Markus Strömbergsson | Publik: 4,434 Domare: Markus Strömbergsson |
|  |                            |           |         |                | Publik: 4,434 Domare: Markus Strömbergsson | Publik: 4,434 Domare: Markus Strömbergsson |

|  | Söndag 19 april 2009 15:00 | Malmö FF           | 1 – 1   | Trelleborgs FF     | Swedbank Stadion, Malmö                  |                                          |
|  |                            | Daniel Larsson 45′ | rapport | 3′ Kristian Haynes | Publik: 20,109 Domare: Martin Ingvarsson | Publik: 20,109 Domare: Martin Ingvarsson |
|  |                            |                    |         |                    | Publik: 20,109 Domare: Martin Ingvarsson | Publik: 20,109 Domare: Martin Ingvarsson |
|  |                            |                    |         |                    | Publik: 20,109 Domare: Martin Ingvarsson | Publik: 20,109 Domare: Martin Ingvarsson |

|  | Måndag 20 april 2009 19:00 | IFK Göteborg                                                | 3 – 0   | Örgryte | Gamla Ullevi, Göteborg                |                                       |
|  |                            | Tobias Hysén 14′ Stefan Selakovic 25′ Ragnar Sigurðsson 55′ | rapport |         | Publik: 17,683 Domare: Jonas Eriksson | Publik: 17,683 Domare: Jonas Eriksson |
|  |                            |                                                             |         |         | Publik: 17,683 Domare: Jonas Eriksson | Publik: 17,683 Domare: Jonas Eriksson |
|  |                            |                                                             |         |         | Publik: 17,683 Domare: Jonas Eriksson | Publik: 17,683 Domare: Jonas Eriksson |

|  | Måndag 20 april 2009 19:00 | Örebro                           | 2 – 0   | Helsingborg | Behrn Arena, Örebro                       |                                           |
|  |                            | Kim Olsen 60′ Emra Tahirović 90′ | rapport |             | Publik: 8,158 Domare: Sven-Martin Åkesson | Publik: 8,158 Domare: Sven-Martin Åkesson |
|  |                            |                                  |         |             | Publik: 8,158 Domare: Sven-Martin Åkesson | Publik: 8,158 Domare: Sven-Martin Åkesson |
|  |                            |                                  |         |             | Publik: 8,158 Domare: Sven-Martin Åkesson | Publik: 8,158 Domare: Sven-Martin Åkesson |

|  | Måndag 20 april 2009 20:00 | Hammarby                                                     | 3 – 1   | Djurgården        | Råsunda, Stockholm                        |                                           |
|  |                            | Emil Johansson 30′ Charlie Davies 66′ Fredrik Söderström 81′ | rapport | 12′ Toni Kuivasto | Publik: 16,238 Domare: Stefan Johannesson | Publik: 16,238 Domare: Stefan Johannesson |
|  |                            |                                                              |         |                   | Publik: 16,238 Domare: Stefan Johannesson | Publik: 16,238 Domare: Stefan Johannesson |
|  |                            |                                                              |         |                   | Publik: 16,238 Domare: Stefan Johannesson | Publik: 16,238 Domare: Stefan Johannesson |

### Omgång 5
|  | Onsdag 22 april 2009 19:00 | Häcken            | 1 – 0   | Trelleborgs FF | Rambergsvallen, Göteborg             |                                      |
|  |                            | Peter Nyström 78′ | rapport |                | Publik: 1,284 Domare: Martin Hansson | Publik: 1,284 Domare: Martin Hansson |
|  |                            |                   |         |                | Publik: 1,284 Domare: Martin Hansson | Publik: 1,284 Domare: Martin Hansson |
|  |                            |                   |         |                | Publik: 1,284 Domare: Martin Hansson | Publik: 1,284 Domare: Martin Hansson |

|  | Onsdag 22 april 2009 20:00 | Elfsborg           | 1 – 0   | Malmö FF | Borås Arena, Borås                   |                                      |
|  |                            | Mathias Florén 30′ | rapport |          | Publik: 8,595 Domare: Jonas Eriksson | Publik: 8,595 Domare: Jonas Eriksson |
|  |                            |                    |         |          | Publik: 8,595 Domare: Jonas Eriksson | Publik: 8,595 Domare: Jonas Eriksson |
|  |                            |                    |         |          | Publik: 8,595 Domare: Jonas Eriksson | Publik: 8,595 Domare: Jonas Eriksson |

|  | Torsdag 23 april 2009 19:00 | Gefle | 0 – 0   | Gais | Strömvallen, Gävle                      |                                         |
|  |                             |       | rapport |      | Publik: 3,508 Domare: Martin Ingvarsson | Publik: 3,508 Domare: Martin Ingvarsson |
|  |                             |       |         |      | Publik: 3,508 Domare: Martin Ingvarsson | Publik: 3,508 Domare: Martin Ingvarsson |
|  |                             |       |         |      | Publik: 3,508 Domare: Martin Ingvarsson | Publik: 3,508 Domare: Martin Ingvarsson |

|  | Torsdag 23 april 2009 19:00 | Helsingborg  | 1 – 3   | Halmstad                                             | Olympia, Helsingborg                     |                                          |
|  |                             | Självmål 28′ | rapport | 69′ Anselmo Nascimento 80′ Joe Sise 90′ Mikael Rosén | Publik: 8,818 Domare: Stefan Johannesson | Publik: 8,818 Domare: Stefan Johannesson |
|  |                             |              |         |                                                      | Publik: 8,818 Domare: Stefan Johannesson | Publik: 8,818 Domare: Stefan Johannesson |
|  |                             |              |         |                                                      | Publik: 8,818 Domare: Stefan Johannesson | Publik: 8,818 Domare: Stefan Johannesson |

|  | Torsdag 23 april 2009 19:00 | Örebro                                   | 2 – 1   | Kalmar FF     | Behrn Arena, Örebro                     |                                         |
|  |                             | Eric Bassombeng 36′ Fredrik Nordback 56′ | rapport | 63′ David Elm | Publik: 7,955 Domare: Daniel Stålhammar | Publik: 7,955 Domare: Daniel Stålhammar |
|  |                             |                                          |         |               | Publik: 7,955 Domare: Daniel Stålhammar | Publik: 7,955 Domare: Daniel Stålhammar |
|  |                             |                                          |         |               | Publik: 7,955 Domare: Daniel Stålhammar | Publik: 7,955 Domare: Daniel Stålhammar |

|  | Torsdag 23 april 2009 19:00 | Örgryte | 0 – 1   | AIK            | Gamla Ullevi, Göteborg               |                                      |
|  |                             |         | rapport | 30′ Iván Óbolo | Publik: 3,540 Domare: Åke Andreasson | Publik: 3,540 Domare: Åke Andreasson |
|  |                             |         |         |                | Publik: 3,540 Domare: Åke Andreasson | Publik: 3,540 Domare: Åke Andreasson |
|  |                             |         |         |                | Publik: 3,540 Domare: Åke Andreasson | Publik: 3,540 Domare: Åke Andreasson |

|  | Torsdag 23 april 2009 20:00 | Hammarby | 0 – 1   | IFK Göteborg    | Söderstadion, Stockholm                |                                        |
|  |                             |          | rapport | 55′ Robin Söder | Publik: 10,011 Domare: Michael Lerjéus | Publik: 10,011 Domare: Michael Lerjéus |
|  |                             |          |         |                 | Publik: 10,011 Domare: Michael Lerjéus | Publik: 10,011 Domare: Michael Lerjéus |
|  |                             |          |         |                 | Publik: 10,011 Domare: Michael Lerjéus | Publik: 10,011 Domare: Michael Lerjéus |

|  | Fredag 24 april 2009 18:00 | Djurgården | 0 – 2   | Brommapojkarna                       | Stockholms stadion, Stockholm        |                                      |
|  |                            |            | rapport | 1′ Joakim Runnemo 70′ Philip Haglund | Publik: 9,115 Domare: Håkan Jonasson | Publik: 9,115 Domare: Håkan Jonasson |
|  |                            |            |         |                                      | Publik: 9,115 Domare: Håkan Jonasson | Publik: 9,115 Domare: Håkan Jonasson |
|  |                            |            |         |                                      | Publik: 9,115 Domare: Håkan Jonasson | Publik: 9,115 Domare: Håkan Jonasson |

### Omgång 6
|  | Tisdag 28 april 2009 19:00 | IFK Göteborg     | 1 – 0   | Örebro | Gamla Ullevi, Göteborg               |                                      |
|  |                            | Tobias Hysén 35′ | rapport |        | Publik: 9,390 Domare: Martin Hansson | Publik: 9,390 Domare: Martin Hansson |
|  |                            |                  |         |        | Publik: 9,390 Domare: Martin Hansson | Publik: 9,390 Domare: Martin Hansson |
|  |                            |                  |         |        | Publik: 9,390 Domare: Martin Hansson | Publik: 9,390 Domare: Martin Hansson |

|  | Onsdag 29 april 2009 19:00 | Gais                                         | 2 – 2   | Hammarby                                | Gamla Ullevi, Göteborg                    |                                           |
|  |                            | Nathan Paulse 23′ Sebastian Castro-Tello 82′ | rapport | 43′ Pär Ericsson 61′ Wanderson do Carmo | Publik: 4,567 Domare: Sven-Martin Åkesson | Publik: 4,567 Domare: Sven-Martin Åkesson |
|  |                            |                                              |         |                                         | Publik: 4,567 Domare: Sven-Martin Åkesson | Publik: 4,567 Domare: Sven-Martin Åkesson |
|  |                            |                                              |         |                                         | Publik: 4,567 Domare: Sven-Martin Åkesson | Publik: 4,567 Domare: Sven-Martin Åkesson |

|  | Onsdag 29 april 2009 19:00 | Halmstad                                                | 3 – 0   | Djurgården | Örjans vall, Halmstad                |                                      |
|  |                            | Andreas Johansson 23′ Emir Kujović 82′ Emir Kujović 88′ | rapport |            | Publik: 5,478 Domare: Jonas Eriksson | Publik: 5,478 Domare: Jonas Eriksson |
|  |                            |                                                         |         |            | Publik: 5,478 Domare: Jonas Eriksson | Publik: 5,478 Domare: Jonas Eriksson |
|  |                            |                                                         |         |            | Publik: 5,478 Domare: Jonas Eriksson | Publik: 5,478 Domare: Jonas Eriksson |

|  | Onsdag 29 april 2009 19:00 | Malmö FF | 0 – 0   | Gefle | Swedbank Stadion, Malmö                  |                                          |
|  |                            |          | rapport |       | Publik: 11,469 Domare: Daniel Stålhammar | Publik: 11,469 Domare: Daniel Stålhammar |
|  |                            |          |         |       | Publik: 11,469 Domare: Daniel Stålhammar | Publik: 11,469 Domare: Daniel Stålhammar |
|  |                            |          |         |       | Publik: 11,469 Domare: Daniel Stålhammar | Publik: 11,469 Domare: Daniel Stålhammar |

|  | Onsdag 29 april 2009 20:00 | AIK | 0 – 3   | Helsingborg                                              | Råsunda, Stockholm                     |                                        |
|  |                            |     | rapport | 15′ Rasmus Jönsson 53′ Rasmus Jönsson 78′ Rasmus Jönsson | Publik: 14,386 Domare: Michael Lerjéus | Publik: 14,386 Domare: Michael Lerjéus |
|  |                            |     |         |                                                          | Publik: 14,386 Domare: Michael Lerjéus | Publik: 14,386 Domare: Michael Lerjéus |
|  |                            |     |         |                                                          | Publik: 14,386 Domare: Michael Lerjéus | Publik: 14,386 Domare: Michael Lerjéus |

|  | Fredag 1 maj 2009 17:00 | Brommapojkarna    | 1 – 1   | Elfsborg        | Grimsta IP, Stockholm                   |                                         |
|  |                         | Olof Guterstam 9′ | rapport | 29′ James Keene | Publik: 3,754 Domare: Martin Ingvarsson | Publik: 3,754 Domare: Martin Ingvarsson |
|  |                         |                   |         |                 | Publik: 3,754 Domare: Martin Ingvarsson | Publik: 3,754 Domare: Martin Ingvarsson |
|  |                         |                   |         |                 | Publik: 3,754 Domare: Martin Ingvarsson | Publik: 3,754 Domare: Martin Ingvarsson |

|  | Fredag 1 maj 2009 17:00 | Kalmar FF                                 | 2 – 1   | Häcken                     | Fredriksskans IP, Kalmar             |                                      |
|  |                         | Daniel Sobralense 38′ Tobias Carlsson 81′ | rapport | 26′ Paulo José de Oliveira | Publik: 4,305 Domare: Åke Andreasson | Publik: 4,305 Domare: Åke Andreasson |
|  |                         |                                           |         |                            | Publik: 4,305 Domare: Åke Andreasson | Publik: 4,305 Domare: Åke Andreasson |
|  |                         |                                           |         |                            | Publik: 4,305 Domare: Åke Andreasson | Publik: 4,305 Domare: Åke Andreasson |

|  | Fredag 1 maj 2009 17:00 | Trelleborgs FF                          | 2 – 1   | Örgryte      | Vångavallen, Trelleborg                    |                                            |
|  |                         | Rasmus Bengtsson 38′ Joakim Sjöhage 65′ | rapport | 26′ självmål | Publik: 2,415 Domare: Markus Strömbergsson | Publik: 2,415 Domare: Markus Strömbergsson |
|  |                         |                                         |         |              | Publik: 2,415 Domare: Markus Strömbergsson | Publik: 2,415 Domare: Markus Strömbergsson |
|  |                         |                                         |         |              | Publik: 2,415 Domare: Markus Strömbergsson | Publik: 2,415 Domare: Markus Strömbergsson |

### Omgång 7
|  | Måndag 4 maj 2009 19:00 | Gefle                            | 2 – 0   | Örebro | Strömvallen, Gävle                   |                                      |
|  |                         | Amadou Jawo 25′ Jonas Lantto 40′ | rapport |        | Publik: 3,055 Domare: Åke Andreasson | Publik: 3,055 Domare: Åke Andreasson |
|  |                         |                                  |         |        | Publik: 3,055 Domare: Åke Andreasson | Publik: 3,055 Domare: Åke Andreasson |
|  |                         |                                  |         |        | Publik: 3,055 Domare: Åke Andreasson | Publik: 3,055 Domare: Åke Andreasson |

|  | Måndag 4 maj 2009 19:00 | Helsingborg        | 1 – 0   | Malmö FF | Olympia, Helsingborg                  |                                       |
|  |                         | Henrik Larsson 89′ | rapport |          | Publik: 15,800 Domare: Martin Hansson | Publik: 15,800 Domare: Martin Hansson |
|  |                         |                    |         |          | Publik: 15,800 Domare: Martin Hansson | Publik: 15,800 Domare: Martin Hansson |
|  |                         |                    |         |          | Publik: 15,800 Domare: Martin Hansson | Publik: 15,800 Domare: Martin Hansson |

|  | Måndag 4 maj 2009 19:00 | Djurgården                             | 2 – 1   | Gais                   | Stockholms stadion, Stockholm           |                                         |
|  |                         | Sebastian Rajalakso 11′ Boyd Mwila 32′ | rapport | 37′ Wanderson do Carmo | Publik: 7,218 Domare: Daniel Stålhammar | Publik: 7,218 Domare: Daniel Stålhammar |
|  |                         |                                        |         |                        | Publik: 7,218 Domare: Daniel Stålhammar | Publik: 7,218 Domare: Daniel Stålhammar |
|  |                         |                                        |         |                        | Publik: 7,218 Domare: Daniel Stålhammar | Publik: 7,218 Domare: Daniel Stålhammar |

|  | Måndag 4 maj 2009 20:00 | Elfsborg                            | 2 – 0   | IFK Göteborg | Borås Arena, Borås                        |                                           |
|  |                         | Daniel Mobaeck 31′ Emir Bajrami 54′ | rapport |              | Publik: 15,773 Domare: Stefan Johannesson | Publik: 15,773 Domare: Stefan Johannesson |
|  |                         |                                     |         |              | Publik: 15,773 Domare: Stefan Johannesson | Publik: 15,773 Domare: Stefan Johannesson |
|  |                         |                                     |         |              | Publik: 15,773 Domare: Stefan Johannesson | Publik: 15,773 Domare: Stefan Johannesson |

|  | Tisdag 5 maj 2009 19:00 | Trelleborgs FF     | 1 – 0   | AIK | Vångavallen, Trelleborg            |                                    |
|  |                         | Andreas Drugge 56′ | rapport |     | Publik: 2,495 Domare: Johan Hamlin | Publik: 2,495 Domare: Johan Hamlin |
|  |                         |                    |         |     | Publik: 2,495 Domare: Johan Hamlin | Publik: 2,495 Domare: Johan Hamlin |
|  |                         |                    |         |     | Publik: 2,495 Domare: Johan Hamlin | Publik: 2,495 Domare: Johan Hamlin |

|  | Tisdag 5 maj 2009 19:00 | BK Häcken                               | 2 – 2   | Halmstads BK                                 | Rambergsvallen, Göteborg                   |                                            |
|  |                         | Jonas Henriksson 3′ Mathias Ranégie 90′ | rapport | 29′ Andreas Johansson 61′ Anselmo Nascimento | Publik: 1,970 Domare: Markus Strömbergsson | Publik: 1,970 Domare: Markus Strömbergsson |
|  |                         |                                         |         |                                              | Publik: 1,970 Domare: Markus Strömbergsson | Publik: 1,970 Domare: Markus Strömbergsson |
|  |                         |                                         |         |                                              | Publik: 1,970 Domare: Markus Strömbergsson | Publik: 1,970 Domare: Markus Strömbergsson |

|  | Onsdag 6 maj 2009 19:00 | Hammarby IF        | 1 – 4   | Kalmar FF                                                                  | Söderstadion, Stockholm                 |                                         |
|  |                         | Charlie Davies 82′ | rapport | 31′ Tobias Carlsson 59′ Rasmus Elm 68′ Marcus Lindberg 80′ Tobias Eriksson | Publik: 8,538 Domare: Martin Ingvarsson | Publik: 8,538 Domare: Martin Ingvarsson |
|  |                         |                    |         |                                                                            | Publik: 8,538 Domare: Martin Ingvarsson | Publik: 8,538 Domare: Martin Ingvarsson |
|  |                         |                    |         |                                                                            | Publik: 8,538 Domare: Martin Ingvarsson | Publik: 8,538 Domare: Martin Ingvarsson |

|  | Onsdag 6 maj 2009 20:00 | Örgryte IS              | 1 – 1   | IF Brommapojkarna | Gamla Ullevi, Göteborg                  |                                         |
|  |                         | Christian Lindström 50′ | rapport | 68′ självmål      | Publik: 2,691 Domare: Mathias Klasenius | Publik: 2,691 Domare: Mathias Klasenius |
|  |                         |                         |         |                   | Publik: 2,691 Domare: Mathias Klasenius | Publik: 2,691 Domare: Mathias Klasenius |
|  |                         |                         |         |                   | Publik: 2,691 Domare: Mathias Klasenius | Publik: 2,691 Domare: Mathias Klasenius |

### Omgång 8
|  | Torsdag 7 maj 2009 19:00 | IFK Göteborg                                                    | 3 – 0   | Gefle | Gamla Ullevi, Göteborg                |                                       |
|  |                          | Pontus Wernbloom 27′ Pontus Wernbloom 37′ Ragnar Sigurðsson 64′ | rapport |       | Publik: 7,088 Domare: Michael Lerjéus | Publik: 7,088 Domare: Michael Lerjéus |
|  |                          |                                                                 |         |       | Publik: 7,088 Domare: Michael Lerjéus | Publik: 7,088 Domare: Michael Lerjéus |
|  |                          |                                                                 |         |       | Publik: 7,088 Domare: Michael Lerjéus | Publik: 7,088 Domare: Michael Lerjéus |

|  | Lördag 9 maj 2009 16:00 | AIK                              | 2 – 0   | BK Häcken | Råsunda, Stockholm                       |                                          |
|  |                         | Saihou Jagne 38′ Kenny Pavey 42′ | rapport |           | Publik: 10,288 Domare: Daniel Stålhammar | Publik: 10,288 Domare: Daniel Stålhammar |
|  |                         |                                  |         |           | Publik: 10,288 Domare: Daniel Stålhammar | Publik: 10,288 Domare: Daniel Stålhammar |
|  |                         |                                  |         |           | Publik: 10,288 Domare: Daniel Stålhammar | Publik: 10,288 Domare: Daniel Stålhammar |

|  | Söndag 10 maj 2009 14:30 | Malmö FF                                 | 2 – 1   | Djurgården              | Swedbank Stadion, Malmö                     |                                             |
|  |                          | Labinot Harbuzi 6′ Wilton Figueiredo 68′ | rapport | 40′ Sebastian Rajalakso | Publik: 14,054 Domare: Markus Strömbergsson | Publik: 14,054 Domare: Markus Strömbergsson |
|  |                          |                                          |         |                         | Publik: 14,054 Domare: Markus Strömbergsson | Publik: 14,054 Domare: Markus Strömbergsson |
|  |                          |                                          |         |                         | Publik: 14,054 Domare: Markus Strömbergsson | Publik: 14,054 Domare: Markus Strömbergsson |

|  | Söndag 10 maj 2009 17:00 | Gais                  | 1 – 1   | Elfsborg            | Gamla Ullevi, Göteborg               |                                      |
|  |                          | Mattias Lindström 76′ | rapport | 37′ Anders Svensson | Publik: 5,864 Domare: Jonas Eriksson | Publik: 5,864 Domare: Jonas Eriksson |
|  |                          |                       |         |                     | Publik: 5,864 Domare: Jonas Eriksson | Publik: 5,864 Domare: Jonas Eriksson |
|  |                          |                       |         |                     | Publik: 5,864 Domare: Jonas Eriksson | Publik: 5,864 Domare: Jonas Eriksson |

|  | Söndag 10 maj 2009 17:00 | Halmstad                                  | 2 – 1   | Örgryte          | Örjans vall, Halmstad                     |                                           |
|  |                          | Michael Görlitz 54′ Andreas Johansson 66′ | rapport | 28′ David Leinar | Publik: 4,889 Domare: Sven-Martin Åkesson | Publik: 4,889 Domare: Sven-Martin Åkesson |
|  |                          |                                           |         |                  | Publik: 4,889 Domare: Sven-Martin Åkesson | Publik: 4,889 Domare: Sven-Martin Åkesson |
|  |                          |                                           |         |                  | Publik: 4,889 Domare: Sven-Martin Åkesson | Publik: 4,889 Domare: Sven-Martin Åkesson |

|  | Måndag 11 maj 2009 19:00 | Brommapojkarna | 0 – 3   | Helsingborg                                          | Grimsta IP, Stockholm                    |                                          |
|  |                          |                | rapport | 7′ Markus Holgersson 33′ självmål 35′ Henrik Larsson | Publik: 3,017 Domare: Stefan Johannesson | Publik: 3,017 Domare: Stefan Johannesson |
|  |                          |                |         |                                                      | Publik: 3,017 Domare: Stefan Johannesson | Publik: 3,017 Domare: Stefan Johannesson |
|  |                          |                |         |                                                      | Publik: 3,017 Domare: Stefan Johannesson | Publik: 3,017 Domare: Stefan Johannesson |

|  | Måndag 11 maj 2009 19:00 | Kalmar                                | 2 – 0   | Trelleborg | Fredriksskans IP, Kalmar             |                                      |
|  |                          | Tobias Eriksson 65′ Daniel Mendes 90′ | rapport |            | Publik: 4,069 Domare: Håkan Jonasson | Publik: 4,069 Domare: Håkan Jonasson |
|  |                          |                                       |         |            | Publik: 4,069 Domare: Håkan Jonasson | Publik: 4,069 Domare: Håkan Jonasson |
|  |                          |                                       |         |            | Publik: 4,069 Domare: Håkan Jonasson | Publik: 4,069 Domare: Håkan Jonasson |

|  | Måndag 11 maj 2009 20:00 | Örebro                             | 2 – 0   | Hammarby | Behrn Arena, Örebro                  |                                      |
|  |                          | Roni Porokara 7′ Samuel Wowoah 51′ | rapport |          | Publik: 8,987 Domare: Martin Hansson | Publik: 8,987 Domare: Martin Hansson |
|  |                          |                                    |         |          | Publik: 8,987 Domare: Martin Hansson | Publik: 8,987 Domare: Martin Hansson |
|  |                          |                                    |         |          | Publik: 8,987 Domare: Martin Hansson | Publik: 8,987 Domare: Martin Hansson |

### Omgång 9
|  | Lördag 16 maj 2009 16:00 | Elfsborg                                                            | 4 – 0   | Halmstad | Borås Arena, Borås                    |                                       |
|  |                          | Daniel Nordmark 11′ James Keene 20′ James Keene 44′ Denni Avdić 45′ | rapport |          | Publik: 8,163 Domare: Michael Lerjéus | Publik: 8,163 Domare: Michael Lerjéus |
|  |                          |                                                                     |         |          | Publik: 8,163 Domare: Michael Lerjéus | Publik: 8,163 Domare: Michael Lerjéus |
|  |                          |                                                                     |         |          | Publik: 8,163 Domare: Michael Lerjéus | Publik: 8,163 Domare: Michael Lerjéus |

|  | Söndag 17 maj 2009 17:00 | Gefle                                                | 3 – 2   | Brommapojkarna                    | Strömvallen, Gävle                        |                                           |
|  |                          | Yussif Chibsah 17′ Hans Berggren 41′ Amadou Jawo 73′ | rapport | 5′ Jon Persson 57′ Philip Haglund | Publik: 5,039 Domare: Sven-Martin Åkesson | Publik: 5,039 Domare: Sven-Martin Åkesson |
|  |                          |                                                      |         |                                   | Publik: 5,039 Domare: Sven-Martin Åkesson | Publik: 5,039 Domare: Sven-Martin Åkesson |
|  |                          |                                                      |         |                                   | Publik: 5,039 Domare: Sven-Martin Åkesson | Publik: 5,039 Domare: Sven-Martin Åkesson |

|  | Söndag 17 maj 2009 17:00 | IFK Göteborg                      | 2 – 1   | Kalmar           | Gamla Ullevi, Göteborg                      |                                             |
|  |                          | Tobias Hysén 57′ Tobias Hysén 68′ | rapport | 72′ Abiola Dauda | Publik: 12,351 Domare: Markus Strömbergsson | Publik: 12,351 Domare: Markus Strömbergsson |
|  |                          |                                   |         |                  | Publik: 12,351 Domare: Markus Strömbergsson | Publik: 12,351 Domare: Markus Strömbergsson |
|  |                          |                                   |         |                  | Publik: 12,351 Domare: Markus Strömbergsson | Publik: 12,351 Domare: Markus Strömbergsson |

|  | Söndag 17 maj 2009 17:00 | Hammarby           | 1 – 0   | Malmö FF | Söderstadion, Stockholm              |                                      |
|  |                          | Charlie Davies 57′ | rapport |          | Publik: 9,340 Domare: Jonas Eriksson | Publik: 9,340 Domare: Jonas Eriksson |
|  |                          |                    |         |          | Publik: 9,340 Domare: Jonas Eriksson | Publik: 9,340 Domare: Jonas Eriksson |
|  |                          |                    |         |          | Publik: 9,340 Domare: Jonas Eriksson | Publik: 9,340 Domare: Jonas Eriksson |

|  | Söndag 17 maj 2009 17:00 | Örebro                             | 2 – 0   | Gais | Behrn Arena, Örebro                     |                                         |
|  |                          | Kim Olsen 55′ Fredrik Nordback 90′ | rapport |      | Publik: 7,466 Domare: Martin Ingvarsson | Publik: 7,466 Domare: Martin Ingvarsson |
|  |                          |                                    |         |      | Publik: 7,466 Domare: Martin Ingvarsson | Publik: 7,466 Domare: Martin Ingvarsson |
|  |                          |                                    |         |      | Publik: 7,466 Domare: Martin Ingvarsson | Publik: 7,466 Domare: Martin Ingvarsson |

|  | Måndag 18 maj 2009 19:00 | Helsingborg                                 | 2 – 2   | Trelleborg                       | Olympia, Helsingborg                    |                                         |
|  |                          | René Makondele 2′ Christoffer Andersson 30′ | rapport | 40′ Max Fuxberg 55′ Fisnik Shala | Publik: 9,558 Domare: Daniel Stålhammar | Publik: 9,558 Domare: Daniel Stålhammar |
|  |                          |                                             |         |                                  | Publik: 9,558 Domare: Daniel Stålhammar | Publik: 9,558 Domare: Daniel Stålhammar |
|  |                          |                                             |         |                                  | Publik: 9,558 Domare: Daniel Stålhammar | Publik: 9,558 Domare: Daniel Stålhammar |

|  | Måndag 18 maj 2009 19:00 | Örgryte | 0 – 1   | BK Häcken                  | Gamla Ullevi, Göteborg                   |                                          |
|  |                          |         | rapport | 70′ Paulo José de Oliveira | Publik: 3,572 Domare: Stefan Johannesson | Publik: 3,572 Domare: Stefan Johannesson |
|  |                          |         |         |                            | Publik: 3,572 Domare: Stefan Johannesson | Publik: 3,572 Domare: Stefan Johannesson |
|  |                          |         |         |                            | Publik: 3,572 Domare: Stefan Johannesson | Publik: 3,572 Domare: Stefan Johannesson |

|  | Måndag 18 maj 2009 20:00 | Djurgården | 0 – 1   | AIK           | Råsunda, Stockholm                    |                                       |
|  |                          |            | rapport | 8′ Iván Óbolo | Publik: 21,884 Domare: Martin Hansson | Publik: 21,884 Domare: Martin Hansson |
|  |                          |            |         |               | Publik: 21,884 Domare: Martin Hansson | Publik: 21,884 Domare: Martin Hansson |
|  |                          |            |         |               | Publik: 21,884 Domare: Martin Hansson | Publik: 21,884 Domare: Martin Hansson |

### Omgång 10
|  | Onsdag 20 maj 2009 19:00 | Halmstads BK | 0 – 2   | Gefle IF                              | Örjans vall, Halmstad                |                                      |
|  |                          |              | Rapport | 38′ Yussif Chibsah 61′ Yussif Chibsah | Publik: 3,504 Domare: Håkan Jonasson | Publik: 3,504 Domare: Håkan Jonasson |
|  |                          |              |         |                                       | Publik: 3,504 Domare: Håkan Jonasson | Publik: 3,504 Domare: Håkan Jonasson |
|  |                          |              |         |                                       | Publik: 3,504 Domare: Håkan Jonasson | Publik: 3,504 Domare: Håkan Jonasson |

|  | Onsdag 20 maj 2009 19:00 | Brommapojkarna | 0 – 1   | Hammarby         | Grimsta IP, Stockholm                |                                      |
|  |                          |                | Rapport | 82′ Louay Chanko | Publik: 4,834 Domare: Åke Andreasson | Publik: 4,834 Domare: Åke Andreasson |
|  |                          |                |         |                  | Publik: 4,834 Domare: Åke Andreasson | Publik: 4,834 Domare: Åke Andreasson |
|  |                          |                |         |                  | Publik: 4,834 Domare: Åke Andreasson | Publik: 4,834 Domare: Åke Andreasson |

|  | Onsdag 20 maj 2009 19:00 | Malmö FF | 0 – 0   | Örebro | Swedbank Stadion, Malmö                   |                                           |
|  |                          |          | Rapport |        | Publik: 12,166 Domare: Stefan Johannesson | Publik: 12,166 Domare: Stefan Johannesson |
|  |                          |          |         |        | Publik: 12,166 Domare: Stefan Johannesson | Publik: 12,166 Domare: Stefan Johannesson |
|  |                          |          |         |        | Publik: 12,166 Domare: Stefan Johannesson | Publik: 12,166 Domare: Stefan Johannesson |

|  | Torsdag 21 maj 2009 17:00 | AIK | 0 – 0   | Elfsborg | Råsunda, Stockholm                       |                                          |
|  |                           |     | Rapport |          | Publik: 14,637 Domare: Martin Ingvarsson | Publik: 14,637 Domare: Martin Ingvarsson |
|  |                           |     |         |          | Publik: 14,637 Domare: Martin Ingvarsson | Publik: 14,637 Domare: Martin Ingvarsson |
|  |                           |     |         |          | Publik: 14,637 Domare: Martin Ingvarsson | Publik: 14,637 Domare: Martin Ingvarsson |

|  | Torsdag 21 maj 2009 17:00 | Trelleborg                                                | 3 – 0   | Djurgården | Vångavallen, Trelleborg              |                                      |
|  |                           | Fredrik Jensen 36′ Kristian Haynes 60′ Fredrik Jensen 77′ | Rapport |            | Publik: 3,060 Domare: Jonas Eriksson | Publik: 3,060 Domare: Jonas Eriksson |
|  |                           |                                                           |         |            | Publik: 3,060 Domare: Jonas Eriksson | Publik: 3,060 Domare: Jonas Eriksson |
|  |                           |                                                           |         |            | Publik: 3,060 Domare: Jonas Eriksson | Publik: 3,060 Domare: Jonas Eriksson |

|  | Torsdag 21 maj 2009 17:00 | Kalmar              | 1 – 0   | Örgryte | Fredriksskans IP, Kalmar                  |                                           |
|  |                           | Tobias Carlsson 74′ | Rapport |         | Publik: 4,487 Domare: Sven-Martin Åkesson | Publik: 4,487 Domare: Sven-Martin Åkesson |
|  |                           |                     |         |         | Publik: 4,487 Domare: Sven-Martin Åkesson | Publik: 4,487 Domare: Sven-Martin Åkesson |
|  |                           |                     |         |         | Publik: 4,487 Domare: Sven-Martin Åkesson | Publik: 4,487 Domare: Sven-Martin Åkesson |

|  | Torsdag 21 maj 2009 17:00 | Gais | 0 – 1   | IFK Göteborg     | Gamla Ullevi, Göteborg                   |                                          |
|  |                           |      | Rapport | 50′ Tobias Hysén | Publik: 13,442 Domare: Daniel Stålhammar | Publik: 13,442 Domare: Daniel Stålhammar |
|  |                           |      |         |                  | Publik: 13,442 Domare: Daniel Stålhammar | Publik: 13,442 Domare: Daniel Stålhammar |
|  |                           |      |         |                  | Publik: 13,442 Domare: Daniel Stålhammar | Publik: 13,442 Domare: Daniel Stålhammar |

|  | Fredag 22 maj 2009 19:00 | BK Häcken                                                    | 3 – 0   | Helsingborg | Rambergsvallen, Göteborg           |                                    |
|  |                          | Mathias Ranégie 30′ Mathias Ranégie 56′ Jonas Henriksson 74′ | Rapport |             | Publik: 2,715 Domare: Johan Hamlin | Publik: 2,715 Domare: Johan Hamlin |
|  |                          |                                                              |         |             | Publik: 2,715 Domare: Johan Hamlin | Publik: 2,715 Domare: Johan Hamlin |
|  |                          |                                                              |         |             | Publik: 2,715 Domare: Johan Hamlin | Publik: 2,715 Domare: Johan Hamlin |

### Omgång 11
|  | Lördag 23 maj 2009 16:00 | Hammarby | 0 – 0   | Halmstads BK | Söderstadion, Stockholm                 |                                         |
|  |                          |          | rapport |              | Publik: 8,110 Domare: Martin Ingvarsson | Publik: 8,110 Domare: Martin Ingvarsson |
|  |                          |          |         |              | Publik: 8,110 Domare: Martin Ingvarsson | Publik: 8,110 Domare: Martin Ingvarsson |
|  |                          |          |         |              | Publik: 8,110 Domare: Martin Ingvarsson | Publik: 8,110 Domare: Martin Ingvarsson |

|  | Söndag 24 maj 2009 17:00 | Gais                                          | 2 – 2   | Kalmar                              | Gamla Ullevi, Göteborg               |                                      |
|  |                          | Wanderson do Carmo 58′ Wanderson do Carmo 81′ | rapport | 89′ Daniel Mendes 90′ Daniel Mendes | Publik: 3,178 Domare: Håkan Jonasson | Publik: 3,178 Domare: Håkan Jonasson |
|  |                          |                                               |         |                                     | Publik: 3,178 Domare: Håkan Jonasson | Publik: 3,178 Domare: Håkan Jonasson |
|  |                          |                                               |         |                                     | Publik: 3,178 Domare: Håkan Jonasson | Publik: 3,178 Domare: Håkan Jonasson |

|  | Måndag 25 maj 2009 19:00 | Elfsborg            | 1 – 0   | Trelleborg | Borås Arena, Borås                         |                                            |
|  |                          | Daniel Nordmark 59′ | rapport |            | Publik: 10,217 Domare: Sven-Martin Åkesson | Publik: 10,217 Domare: Sven-Martin Åkesson |
|  |                          |                     |         |            | Publik: 10,217 Domare: Sven-Martin Åkesson | Publik: 10,217 Domare: Sven-Martin Åkesson |
|  |                          |                     |         |            | Publik: 10,217 Domare: Sven-Martin Åkesson | Publik: 10,217 Domare: Sven-Martin Åkesson |

|  | Måndag 25 maj 2009 19:00 | Gefle IF          | 1 – 0   | AIK | Strömvallen, Gävle                       |                                          |
|  |                          | Hans Berggren 45′ | rapport |     | Publik: 6,973 Domare: Stefan Johannesson | Publik: 6,973 Domare: Stefan Johannesson |
|  |                          |                   |         |     | Publik: 6,973 Domare: Stefan Johannesson | Publik: 6,973 Domare: Stefan Johannesson |
|  |                          |                   |         |     | Publik: 6,973 Domare: Stefan Johannesson | Publik: 6,973 Domare: Stefan Johannesson |

|  | Måndag 25 maj 2009 19:00 | Helsingborg                                         | 3 – 1   | Örgryte          | Olympia, Helsingborg                 |                                      |
|  |                          | Marcus Lantz 52′ Erik Sundin 88′ Mathias Unkuri 90′ | rapport | 90′ David Leinar | Publik: 9,073 Domare: Åke Andreasson | Publik: 9,073 Domare: Åke Andreasson |
|  |                          |                                                     |         |                  | Publik: 9,073 Domare: Åke Andreasson | Publik: 9,073 Domare: Åke Andreasson |
|  |                          |                                                     |         |                  | Publik: 9,073 Domare: Åke Andreasson | Publik: 9,073 Domare: Åke Andreasson |

|  | Måndag 25 maj 2009 19:00 | Örebro                            | 2 – 2   | Brommapojkarna                     | Behrn Arena, Örebro                 |                                     |
|  |                          | Kim Olsen 9′ Fredrik Nordback 31′ | rapport | 12′ Philip Haglund 66′ Jon Persson | Publik: 7,511 Domare: Magnus Ahlsén | Publik: 7,511 Domare: Magnus Ahlsén |
|  |                          |                                   |         |                                    | Publik: 7,511 Domare: Magnus Ahlsén | Publik: 7,511 Domare: Magnus Ahlsén |
|  |                          |                                   |         |                                    | Publik: 7,511 Domare: Magnus Ahlsén | Publik: 7,511 Domare: Magnus Ahlsén |

|  | Måndag 25 maj 2009 20:00 | IFK Göteborg                          | 2 – 0   | Malmö FF | Gamla Ullevi, Göteborg                      |                                             |
|  |                          | Pontus Wernbloom 13′ Tobias Hysén 69′ | rapport |          | Publik: 15,267 Domare: Markus Strömbergsson | Publik: 15,267 Domare: Markus Strömbergsson |
|  |                          |                                       |         |          | Publik: 15,267 Domare: Markus Strömbergsson | Publik: 15,267 Domare: Markus Strömbergsson |
|  |                          |                                       |         |          | Publik: 15,267 Domare: Markus Strömbergsson | Publik: 15,267 Domare: Markus Strömbergsson |

|  | Tisdag 26 maj 2009 19:00 | Djurgården     | 1 – 0   | BK Häcken | Stockholms stadion, Stockholm           |                                         |
|  |                          | Boyd Mwila 41′ | rapport |           | Publik: 7,031 Domare: Daniel Stålhammar | Publik: 7,031 Domare: Daniel Stålhammar |
|  |                          |                |         |           | Publik: 7,031 Domare: Daniel Stålhammar | Publik: 7,031 Domare: Daniel Stålhammar |
|  |                          |                |         |           | Publik: 7,031 Domare: Daniel Stålhammar | Publik: 7,031 Domare: Daniel Stålhammar |

### Omgång 12
|  | Torsdag 28 maj 2009 20:00 | AIK              | 1 – 0   | Hammarby | Råsunda, Stockholm                    |                                       |
|  |                           | Saihou Jagne 45′ | rapport |          | Publik: 22,973 Domare: Jonas Eriksson | Publik: 22,973 Domare: Jonas Eriksson |
|  |                           |                  |         |          | Publik: 22,973 Domare: Jonas Eriksson | Publik: 22,973 Domare: Jonas Eriksson |
|  |                           |                  |         |          | Publik: 22,973 Domare: Jonas Eriksson | Publik: 22,973 Domare: Jonas Eriksson |

|  | Fredag 29 maj 2009 19:00 | BK Häcken           | 1 – 1   | Elfsborg            | Rambergsvallen, Göteborg                  |                                           |
|  |                          | Mathias Ranégie 26′ | rapport | 37′ Martin Ericsson | Publik: 2,812 Domare: Sven-Martin Åkesson | Publik: 2,812 Domare: Sven-Martin Åkesson |
|  |                          |                     |         |                     | Publik: 2,812 Domare: Sven-Martin Åkesson | Publik: 2,812 Domare: Sven-Martin Åkesson |
|  |                          |                     |         |                     | Publik: 2,812 Domare: Sven-Martin Åkesson | Publik: 2,812 Domare: Sven-Martin Åkesson |

|  | Lördag 30 maj 2009 16:00 | IFK Göteborg                                                                        | 4 – 0   | Brommapojkarna | Gamla Ullevi, Göteborg                   |                                          |
|  |                          | Pontus Wernbloom 58′ Nicklas Bärkroth 79′ Stefan Selakovic 80′ Nicklas Bärkroth 82′ | rapport |                | Publik: 10,168 Domare: Martin Ingvarsson | Publik: 10,168 Domare: Martin Ingvarsson |
|  |                          |                                                                                     |         |                | Publik: 10,168 Domare: Martin Ingvarsson | Publik: 10,168 Domare: Martin Ingvarsson |
|  |                          |                                                                                     |         |                | Publik: 10,168 Domare: Martin Ingvarsson | Publik: 10,168 Domare: Martin Ingvarsson |

|  | Lördag 30 maj 2009 16:00 | Trelleborg                                   | 2 – 1   | Gefle IF       | Vångavallen, Trelleborg            |                                    |
|  |                          | Peter Abelsson 10′ Paulino Lopes Tavares 43′ | rapport | 4′ Amadou Jawo | Publik: 2,227 Domare: Johan Hamlin | Publik: 2,227 Domare: Johan Hamlin |
|  |                          |                                              |         |                | Publik: 2,227 Domare: Johan Hamlin | Publik: 2,227 Domare: Johan Hamlin |
|  |                          |                                              |         |                | Publik: 2,227 Domare: Johan Hamlin | Publik: 2,227 Domare: Johan Hamlin |

|  | Söndag 31 maj 2009 13:00 | Örgryte | 0 – 0   | Djurgården | Gamla Ullevi, Göteborg                |                                       |
|  |                          |         | rapport |            | Publik: 3,051 Domare: Michael Lerjéus | Publik: 3,051 Domare: Michael Lerjéus |
|  |                          |         |         |            | Publik: 3,051 Domare: Michael Lerjéus | Publik: 3,051 Domare: Michael Lerjéus |
|  |                          |         |         |            | Publik: 3,051 Domare: Michael Lerjéus | Publik: 3,051 Domare: Michael Lerjéus |

|  | Söndag 31 maj 2009 17:00 | Halmstads BK        | 1 – 1   | Örebro             | Örjans vall, Halmstad                |                                      |
|  |                          | Michael Görlitz 70′ | rapport | 43′ Tommy Wirtanen | Publik: 3,852 Domare: Åke Andreasson | Publik: 3,852 Domare: Åke Andreasson |
|  |                          |                     |         |                    | Publik: 3,852 Domare: Åke Andreasson | Publik: 3,852 Domare: Åke Andreasson |
|  |                          |                     |         |                    | Publik: 3,852 Domare: Åke Andreasson | Publik: 3,852 Domare: Åke Andreasson |

|  | Söndag 31 maj 2009 17:00 | Kalmar                               | 2 – 0   | Helsingborg | Fredriksskans IP, Kalmar                 |                                          |
|  |                          | Daniel Sobralense 33′ Rasmus Elm 49′ | rapport |             | Publik: 5,943 Domare: Stefan Johannesson | Publik: 5,943 Domare: Stefan Johannesson |
|  |                          |                                      |         |             | Publik: 5,943 Domare: Stefan Johannesson | Publik: 5,943 Domare: Stefan Johannesson |
|  |                          |                                      |         |             | Publik: 5,943 Domare: Stefan Johannesson | Publik: 5,943 Domare: Stefan Johannesson |

|  | Söndag 31 maj 2009 17:00 | Malmö FF                              | 2 – 2   | Gais                                          | Swedbank Stadion, Malmö                  |                                          |
|  |                          | Guillermo Molins 43′ Jiloan Hamad 46′ | rapport | 21′ Wanderson do Carmo 86′ Wanderson do Carmo | Publik: 12,287 Domare: Daniel Stålhammar | Publik: 12,287 Domare: Daniel Stålhammar |
|  |                          |                                       |         |                                               | Publik: 12,287 Domare: Daniel Stålhammar | Publik: 12,287 Domare: Daniel Stålhammar |
|  |                          |                                       |         |                                               | Publik: 12,287 Domare: Daniel Stålhammar | Publik: 12,287 Domare: Daniel Stålhammar |

### Omgång 13
|  | Lördag 4 juli 2009 16:00 | Brommapojkarna     | 1 – 0   | Gais | Grimsta IP, Stockholm               |                                     |
|  |                          | Dalil Benyahia 90′ | rapport |      | Publik: 1,476 Domare: Magnus Ahlsén | Publik: 1,476 Domare: Magnus Ahlsén |
|  |                          |                    |         |      | Publik: 1,476 Domare: Magnus Ahlsén | Publik: 1,476 Domare: Magnus Ahlsén |
|  |                          |                    |         |      | Publik: 1,476 Domare: Magnus Ahlsén | Publik: 1,476 Domare: Magnus Ahlsén |

|  | Lördag 4 juli 2009 16:00 | Hammarby                                 | 2 – 1   | Trelleborg           | Söderstadion, Stockholm                  |                                          |
|  |                          | Freddy Söderberg 5′ Patrik Gerrbrand 47′ | rapport | 88′ Magnus Andersson | Publik: 9,293 Domare: Stefan Johannesson | Publik: 9,293 Domare: Stefan Johannesson |
|  |                          |                                          |         |                      | Publik: 9,293 Domare: Stefan Johannesson | Publik: 9,293 Domare: Stefan Johannesson |
|  |                          |                                          |         |                      | Publik: 9,293 Domare: Stefan Johannesson | Publik: 9,293 Domare: Stefan Johannesson |

|  | Söndag 5 juli 2009 18:00 | Djurgården                                 | 2 – 1   | Helsingborg        | Stockholms stadion, Stockholm        |                                      |
|  |                          | Patrik Haginge 13′ Sebastian Rajalakso 31′ | rapport | 61′ Rasmus Jönsson | Publik: 8,527 Domare: Martin Hansson | Publik: 8,527 Domare: Martin Hansson |
|  |                          |                                            |         |                    | Publik: 8,527 Domare: Martin Hansson | Publik: 8,527 Domare: Martin Hansson |
|  |                          |                                            |         |                    | Publik: 8,527 Domare: Martin Hansson | Publik: 8,527 Domare: Martin Hansson |

|  | Söndag 5 juli 2009 18:00 | Gefle            | 1 – 1   | Häcken               | Strömvallen, Gävle                   |                                      |
|  |                          | Jonatan Berg 39′ | rapport | 17′ Jonas Henriksson | Publik: 4,432 Domare: Åke Andreasson | Publik: 4,432 Domare: Åke Andreasson |
|  |                          |                  |         |                      | Publik: 4,432 Domare: Åke Andreasson | Publik: 4,432 Domare: Åke Andreasson |
|  |                          |                  |         |                      | Publik: 4,432 Domare: Åke Andreasson | Publik: 4,432 Domare: Åke Andreasson |

|  | Söndag 5 juli 2009 18:00 | Örebro            | 1 – 1   | AIK              | Behrn Arena, Örebro                      |                                          |
|  |                          | Nordin Gerzic 29′ | rapport | 45′ Saihou Jagne | Publik: 11,158 Domare: Daniel Stålhammar | Publik: 11,158 Domare: Daniel Stålhammar |
|  |                          |                   |         |                  | Publik: 11,158 Domare: Daniel Stålhammar | Publik: 11,158 Domare: Daniel Stålhammar |
|  |                          |                   |         |                  | Publik: 11,158 Domare: Daniel Stålhammar | Publik: 11,158 Domare: Daniel Stålhammar |

|  | Måndag 6 juli 2009 19:00 | Elfsborg                                             | 3 – 0   | Örgryte | Borås Arena, Borås                         |                                            |
|  |                          | Stefan Ishizaki 30′ James Keene 39′ Emir Bajrami 87′ | rapport |         | Publik: 10,359 Domare: Sven-Martin Åkesson | Publik: 10,359 Domare: Sven-Martin Åkesson |
|  |                          |                                                      |         |         | Publik: 10,359 Domare: Sven-Martin Åkesson | Publik: 10,359 Domare: Sven-Martin Åkesson |
|  |                          |                                                      |         |         | Publik: 10,359 Domare: Sven-Martin Åkesson | Publik: 10,359 Domare: Sven-Martin Åkesson |

|  | Måndag 6 juli 2009 19:00 | Malmö FF              | 1 – 2   | Kalmar                        | Swedbank Stadion, Malmö                     |                                             |
|  |                          | Wílton Figueiredo 33′ | rapport | 49′ Rasmus Elm 90′ Rasmus Elm | Publik: 14,178 Domare: Markus Strömbergsson | Publik: 14,178 Domare: Markus Strömbergsson |
|  |                          |                       |         |                               | Publik: 14,178 Domare: Markus Strömbergsson | Publik: 14,178 Domare: Markus Strömbergsson |
|  |                          |                       |         |                               | Publik: 14,178 Domare: Markus Strömbergsson | Publik: 14,178 Domare: Markus Strömbergsson |

|  | Måndag 6 juli 2009 20:00 | Halmstad | 0 – 0   | IFK Göteborg | Örjans vall, Halmstad                   |                                         |
|  |                          |          | rapport |              | Publik: 9,247 Domare: Martin Ingvarsson | Publik: 9,247 Domare: Martin Ingvarsson |
|  |                          |          |         |              | Publik: 9,247 Domare: Martin Ingvarsson | Publik: 9,247 Domare: Martin Ingvarsson |
|  |                          |          |         |              | Publik: 9,247 Domare: Martin Ingvarsson | Publik: 9,247 Domare: Martin Ingvarsson |

### Omgång 14
|  | Lördag 11 juli 2009 16:00 | Kalmar                                                                                              | 6 – 1   | Djurgården         | Fredriksskans IP, Kalmar                |                                         |
|  |                           | Rasmus Elm 9′ Rasmus Elm 53′ Tobias Eriksson 56′ David Elm 63′ Tobias Eriksson 87′ Abiola Dauda 89′ | rapport | 36′ Mattias Jonson | Publik: 6,812 Domare: Daniel Stålhammar | Publik: 6,812 Domare: Daniel Stålhammar |
|  |                           | |         |                    | Publik: 6,812 Domare: Daniel Stålhammar | Publik: 6,812 Domare: Daniel Stålhammar |
|  |                           | |         |                    | Publik: 6,812 Domare: Daniel Stålhammar | Publik: 6,812 Domare: Daniel Stålhammar |

|  | Söndag 12 juli 2009 17:00 | Helsingborg                                                     | 3 – 2   | Elfsborg                          | Olympia, Helsingborg                        |                                             |
|  |                           | Christoffer Andersson 12′ Rasmus Jönsson 48′ Rasmus Jönsson 71′ | rapport | 52′ Emir Bajrami 63′ Emir Bajrami | Publik: 11,527 Domare: Markus Strömbergsson | Publik: 11,527 Domare: Markus Strömbergsson |
|  |                           |                                                                 |         |                                   | Publik: 11,527 Domare: Markus Strömbergsson | Publik: 11,527 Domare: Markus Strömbergsson |
|  |                           |                                                                 |         |                                   | Publik: 11,527 Domare: Markus Strömbergsson | Publik: 11,527 Domare: Markus Strömbergsson |

|  | Söndag 12 juli 2009 18:00 | Brommapojkarna     | 1 – 1   | Malmö FF             | Grimsta IP, Stockholm                |                                      |
|  |                           | Philip Haglund 59′ | rapport | 17′ Guillermo Molins | Publik: 2,098 Domare: Jonas Eriksson | Publik: 2,098 Domare: Jonas Eriksson |
|  |                           |                    |         |                      | Publik: 2,098 Domare: Jonas Eriksson | Publik: 2,098 Domare: Jonas Eriksson |
|  |                           |                    |         |                      | Publik: 2,098 Domare: Jonas Eriksson | Publik: 2,098 Domare: Jonas Eriksson |

|  | Söndag 12 juli 2009 18:00 | Gais            | 1 – 1   | Halmstads BK     | Gamla Ullevi, Göteborg               |                                      |
|  |                           | Calum Angus 90′ | rapport | 37′ Emir Kujović | Publik: 4,064 Domare: Åke Andreasson | Publik: 4,064 Domare: Åke Andreasson |
|  |                           |                 |         |                  | Publik: 4,064 Domare: Åke Andreasson | Publik: 4,064 Domare: Åke Andreasson |
|  |                           |                 |         |                  | Publik: 4,064 Domare: Åke Andreasson | Publik: 4,064 Domare: Åke Andreasson |

|  | Måndag 13 juli 2009 18:00 | Örgryte                              | 2 – 2   | Gefle IF                           | Gamla Ullevi, Göteborg                |                                       |
|  |                           | Björn Anklev 4′ Markus Anderberg 55′ | rapport | 57′ Daniel Westlin 87′ Amadou Jawo | Publik: 3,230 Domare: Michael Lerjéus | Publik: 3,230 Domare: Michael Lerjéus |
|  |                           |                                      |         |                                    | Publik: 3,230 Domare: Michael Lerjéus | Publik: 3,230 Domare: Michael Lerjéus |
|  |                           |                                      |         |                                    | Publik: 3,230 Domare: Michael Lerjéus | Publik: 3,230 Domare: Michael Lerjéus |

|  | Måndag 13 juli 2009 19:00 | AIK                     | 1 – 0   | IFK Göteborg | Råsunda, Stockholm                        |                                           |
|  |                           | Nils-Eric Johansson 41′ | rapport |              | Publik: 20,174 Domare: Stefan Johannesson | Publik: 20,174 Domare: Stefan Johannesson |
|  |                           |                         |         |              | Publik: 20,174 Domare: Stefan Johannesson | Publik: 20,174 Domare: Stefan Johannesson |
|  |                           |                         |         |              | Publik: 20,174 Domare: Stefan Johannesson | Publik: 20,174 Domare: Stefan Johannesson |

|  | Måndag 13 juli 2009 19:00 | Trelleborg | 0 – 1   | Örebro            | Vångavallen, Trelleborg                 |                                         |
|  |                           |            | rapport | 22′ Roni Porokara | Publik: 2,585 Domare: Martin Ingvarsson | Publik: 2,585 Domare: Martin Ingvarsson |
|  |                           |            |         |                   | Publik: 2,585 Domare: Martin Ingvarsson | Publik: 2,585 Domare: Martin Ingvarsson |
|  |                           |            |         |                   | Publik: 2,585 Domare: Martin Ingvarsson | Publik: 2,585 Domare: Martin Ingvarsson |

|  | Torsdag 16 juli 2009 20:00 | BK Häcken                                   | 2 – 0   | Hammarby | Ullevi, Göteborg                      |                                       |
|  |                            | Erik Friberg 90′ Paulo José de Oliveira 90′ | rapport |          | Publik: 10,465 Domare: Håkan Jonasson | Publik: 10,465 Domare: Håkan Jonasson |
|  |                            |                                             |         |          | Publik: 10,465 Domare: Håkan Jonasson | Publik: 10,465 Domare: Håkan Jonasson |
|  |                            |                                             |         |          | Publik: 10,465 Domare: Håkan Jonasson | Publik: 10,465 Domare: Håkan Jonasson |

### Omgång 15
|  | Lördag 18 juli 2009 18:00 | Kalmar                                              | 3 – 1   | Brommapojkarna  | Fredriksskans IP, Kalmar           |                                    |
|  |                           | Rasmus Elm 75′ Daniel Mendes 84′ Ricardo Santos 88′ | rapport | 5′ Imad Chhadeh | Publik: 4,929 Domare: Johan Hamlin | Publik: 4,929 Domare: Johan Hamlin |
|  |                           |                                                     |         |                 | Publik: 4,929 Domare: Johan Hamlin | Publik: 4,929 Domare: Johan Hamlin |
|  |                           |                                                     |         |                 | Publik: 4,929 Domare: Johan Hamlin | Publik: 4,929 Domare: Johan Hamlin |

|  | Söndag 19 juli 2009 18:00 | IFK Göteborg                                                | 3 – 1   | Trelleborg         | Gamla Ullevi, Göteborg               |                                      |
|  |                           | Jakob Johansson 14′ Thomas Olsson 27′ Ragnar Sigurðsson 81′ | rapport | 50′ Fredrik Jensen | Publik: 9,716 Domare: Håkan Jonasson | Publik: 9,716 Domare: Håkan Jonasson |
|  |                           |                                                             |         |                    | Publik: 9,716 Domare: Håkan Jonasson | Publik: 9,716 Domare: Håkan Jonasson |
|  |                           |                                                             |         |                    | Publik: 9,716 Domare: Håkan Jonasson | Publik: 9,716 Domare: Håkan Jonasson |

|  | Söndag 19 juli 2009 18:00 | Gefle IF | 0 – 2   | Helsingborg                               | Strömvallen, Gävle                   |                                      |
|  |                           |          | rapport | 47′ Christoffer Andersson 64′ Erik Sundin | Publik: 3,836 Domare: Andreas Ekberg | Publik: 3,836 Domare: Andreas Ekberg |
|  |                           |          |         |                                           | Publik: 3,836 Domare: Andreas Ekberg | Publik: 3,836 Domare: Andreas Ekberg |
|  |                           |          |         |                                           | Publik: 3,836 Domare: Andreas Ekberg | Publik: 3,836 Domare: Andreas Ekberg |

|  | Söndag 19 juli 2009 18:00 | Djurgården       | 1 – 2   | Elfsborg                         | Stockholms stadion, Stockholm        |                                      |
|  |                           | Kebba Ceesay 55′ | rapport | 18′ Emir Bajrami 81′ Teddy Lučić | Publik: 7,497 Domare: Jonas Eriksson | Publik: 7,497 Domare: Jonas Eriksson |
|  |                           |                  |         |                                  | Publik: 7,497 Domare: Jonas Eriksson | Publik: 7,497 Domare: Jonas Eriksson |
|  |                           |                  |         |                                  | Publik: 7,497 Domare: Jonas Eriksson | Publik: 7,497 Domare: Jonas Eriksson |

|  | Måndag 20 juli 2009 19:00 | Malmö FF | 0 – 0   | Halmstads BK | Swedbank Stadion, Malmö                   |                                           |
|  |                           |          | rapport |              | Publik: 13,012 Domare: Stefan Johannesson | Publik: 13,012 Domare: Stefan Johannesson |
|  |                           |          |         |              | Publik: 13,012 Domare: Stefan Johannesson | Publik: 13,012 Domare: Stefan Johannesson |
|  |                           |          |         |              | Publik: 13,012 Domare: Stefan Johannesson | Publik: 13,012 Domare: Stefan Johannesson |

|  | Måndag 20 juli 2009 19:00 | Örebro            | 1 – 3   | BK Häcken                                                      | Behrn Arena, Örebro                   |                                       |
|  |                           | Roni Porokara 44′ | rapport | 17′ Jonas Henriksson 42′ Jonas Henriksson 56′ Jonas Henriksson | Publik: 7,694 Domare: Michael Lerjéus | Publik: 7,694 Domare: Michael Lerjéus |
|  |                           |                   |         |                                                                | Publik: 7,694 Domare: Michael Lerjéus | Publik: 7,694 Domare: Michael Lerjéus |
|  |                           |                   |         |                                                                | Publik: 7,694 Domare: Michael Lerjéus | Publik: 7,694 Domare: Michael Lerjéus |

|  | Måndag 20 juli 2009 19:00 | Hammarby | 0 – 1   | Örgryte           | Söderstadion, Stockholm               |                                       |
|  |                           |          | rapport | 3′ Marcus Allbäck | Publik: 10,366 Domare: Martin Hansson | Publik: 10,366 Domare: Martin Hansson |
|  |                           |          |         |                   | Publik: 10,366 Domare: Martin Hansson | Publik: 10,366 Domare: Martin Hansson |
|  |                           |          |         |                   | Publik: 10,366 Domare: Martin Hansson | Publik: 10,366 Domare: Martin Hansson |

|  | Måndag 20 juli 2009 20:00 | Gais                             | 2 – 2   | AIK                                       | Gamla Ullevi, Göteborg                  |                                         |
|  |                           | Tommy Lycén 37′ Pär Ericsson 39′ | rapport | 41′ Martin Kayongo-Mutumba 77′ Iván Óbolo | Publik: 5,010 Domare: Daniel Stålhammar | Publik: 5,010 Domare: Daniel Stålhammar |
|  |                           |                                  |         |                                           | Publik: 5,010 Domare: Daniel Stålhammar | Publik: 5,010 Domare: Daniel Stålhammar |
|  |                           |                                  |         |                                           | Publik: 5,010 Domare: Daniel Stålhammar | Publik: 5,010 Domare: Daniel Stålhammar |

### Omgång 16
|  | Lördag 25 juli 2009 16:00 | Brommapojkarna       | 1 – 2   | Kalmar                               | Grimsta IP, Stockholm                |                                      |
|  |                           | Gabriel Petrović 30′ | rapport | 52′ Stefan Larsson 57′ Daniel Mendes | Publik: 1,938 Domare: Håkan Jonasson | Publik: 1,938 Domare: Håkan Jonasson |
|  |                           |                      |         |                                      | Publik: 1,938 Domare: Håkan Jonasson | Publik: 1,938 Domare: Håkan Jonasson |
|  |                           |                      |         |                                      | Publik: 1,938 Domare: Håkan Jonasson | Publik: 1,938 Domare: Håkan Jonasson |

|  | Söndag 26 juli 2009 18:00 | Trelleborg                              | 2 – 1   | IFK Göteborg       | Vångavallen, Trelleborg                   |                                           |
|  |                           | Andreas Drugge 51′ Andreas Wihlborg 58′ | rapport | 2′ Gustav Svensson | Publik: 4,020 Domare: Sven-Martin Åkesson | Publik: 4,020 Domare: Sven-Martin Åkesson |
|  |                           |                                         |         |                    | Publik: 4,020 Domare: Sven-Martin Åkesson | Publik: 4,020 Domare: Sven-Martin Åkesson |
|  |                           |                                         |         |                    | Publik: 4,020 Domare: Sven-Martin Åkesson | Publik: 4,020 Domare: Sven-Martin Åkesson |

|  | Söndag 26 juli 2009 18:00 | Helsingborg                         | 2 – 0   | Gefle IF | Olympia, Helsingborg                    |                                         |
|  |                           | Henrik Larsson 24′ Marcus Lantz 82′ | rapport |          | Publik: 8,428 Domare: Daniel Stålhammar | Publik: 8,428 Domare: Daniel Stålhammar |
|  |                           |                                     |         |          | Publik: 8,428 Domare: Daniel Stålhammar | Publik: 8,428 Domare: Daniel Stålhammar |
|  |                           |                                     |         |          | Publik: 8,428 Domare: Daniel Stålhammar | Publik: 8,428 Domare: Daniel Stålhammar |

|  | Söndag 26 juli 2009 18:00 | Elfsborg                                         | 3 – 1   | Djurgården         | Borås Arena, Borås                       |                                          |
|  |                           | Denni Avdić 79′ Daniel Nordmark 80′ Självmål 90′ | rapport | 40′ Daniel Sjölund | Publik: 10,471 Domare: Martin Ingvarsson | Publik: 10,471 Domare: Martin Ingvarsson |
|  |                           |                                                  |         |                    | Publik: 10,471 Domare: Martin Ingvarsson | Publik: 10,471 Domare: Martin Ingvarsson |
|  |                           |                                                  |         |                    | Publik: 10,471 Domare: Martin Ingvarsson | Publik: 10,471 Domare: Martin Ingvarsson |

|  | Måndag 27 juli 2009 19:00 | Halmstads BK | 0 – 3   | Malmö FF                                           | Örjans vall, Halmstad                |                                      |
|  |                           |              | rapport | 67′ Jiloan Hamad 87′ Agon Mehmeti 90′ Agon Mehmeti | Publik: 8,106 Domare: Martin Hansson | Publik: 8,106 Domare: Martin Hansson |
|  |                           |              |         |                                                    | Publik: 8,106 Domare: Martin Hansson | Publik: 8,106 Domare: Martin Hansson |
|  |                           |              |         |                                                    | Publik: 8,106 Domare: Martin Hansson | Publik: 8,106 Domare: Martin Hansson |

|  | Måndag 27 juli 2009 19:00 | Örgryte | 0 – 0   | Hammarby | Gamla Ullevi, Göteborg               |                                      |
|  |                           |         | rapport |          | Publik: 4,683 Domare: Jonas Eriksson | Publik: 4,683 Domare: Jonas Eriksson |
|  |                           |         |         |          | Publik: 4,683 Domare: Jonas Eriksson | Publik: 4,683 Domare: Jonas Eriksson |
|  |                           |         |         |          | Publik: 4,683 Domare: Jonas Eriksson | Publik: 4,683 Domare: Jonas Eriksson |

|  | Måndag 27 juli 2009 19:00 | BK Häcken                              | 2 – 2   | Örebro                                    | Rambergsvallen, Göteborg            |                                     |
|  |                           | John Chibuike 31′ Jonas Henriksson 60′ | rapport | 84′ Alejandro Bedoya 90′ Alejandro Bedoya | Publik: 1,406 Domare: Magnus Ahlsén | Publik: 1,406 Domare: Magnus Ahlsén |
|  |                           |                                        |         |                                           | Publik: 1,406 Domare: Magnus Ahlsén | Publik: 1,406 Domare: Magnus Ahlsén |
|  |                           |                                        |         |                                           | Publik: 1,406 Domare: Magnus Ahlsén | Publik: 1,406 Domare: Magnus Ahlsén |

|  | Måndag 27 juli 2009 19:00 | AIK                     | 1 – 0   | Gais | Råsunda, Stockholm                     |                                        |
|  |                           | Nils-Eric Johansson 65′ | rapport |      | Publik: 16,651 Domare: Michael Lerjéus | Publik: 16,651 Domare: Michael Lerjéus |
|  |                           |                         |         |      | Publik: 16,651 Domare: Michael Lerjéus | Publik: 16,651 Domare: Michael Lerjéus |
|  |                           |                         |         |      | Publik: 16,651 Domare: Michael Lerjéus | Publik: 16,651 Domare: Michael Lerjéus |

### Omgång 17
|  | Torsdag 30 juli 2009 20:00 | Malmö FF | 0 – 0   | AIK | Swedbank Stadion, Malmö               |                                       |
|  |                            |          | rapport |     | Publik: 15,485 Domare: Jonas Eriksson | Publik: 15,485 Domare: Jonas Eriksson |
|  |                            |          |         |     | Publik: 15,485 Domare: Jonas Eriksson | Publik: 15,485 Domare: Jonas Eriksson |
|  |                            |          |         |     | Publik: 15,485 Domare: Jonas Eriksson | Publik: 15,485 Domare: Jonas Eriksson |

|  | Söndag 2 augusti 2009 18:00 | Brommapojkarna                       | 2 – 1   | Halmstads BK     | Grimsta IP, Stockholm                      |                                            |
|  |                             | Philip Haglund 5′ Dalil Benyahia 29′ | rapport | 75′ Emir Kujović | Publik: 1,708 Domare: Martin Strömbergsson | Publik: 1,708 Domare: Martin Strömbergsson |
|  |                             |                                      |         |                  | Publik: 1,708 Domare: Martin Strömbergsson | Publik: 1,708 Domare: Martin Strömbergsson |
|  |                             |                                      |         |                  | Publik: 1,708 Domare: Martin Strömbergsson | Publik: 1,708 Domare: Martin Strömbergsson |

|  | Söndag 2 augusti 2009 18:00 | IFK Göteborg                         | 2 – 2   | Häcken                                 | Gamla Ullevi, Göteborg                     |                                            |
|  |                             | Hannes Stiller 85′ Thomas Olsson 90′ | rapport | 41′ Mattias Östberg 54′ Josef Karlsson | Publik: 10,872 Domare: Sven-Martin Åkesson | Publik: 10,872 Domare: Sven-Martin Åkesson |
|  |                             |                                      |         |                                        | Publik: 10,872 Domare: Sven-Martin Åkesson | Publik: 10,872 Domare: Sven-Martin Åkesson |
|  |                             |                                      |         |                                        | Publik: 10,872 Domare: Sven-Martin Åkesson | Publik: 10,872 Domare: Sven-Martin Åkesson |

|  | Söndag 2 augusti 2009 18:00 | Kalmar FF                                     | 3 – 1   | Elfsborg             | Fredriksskans IP, Kalmar             |                                      |
|  |                             | David Elm 35′ Rasmus Elm 61′ Abiola Dauda 89′ | rapport | 38′ Helgi Danielsson | Publik: 7,753 Domare: Åke Andreasson | Publik: 7,753 Domare: Åke Andreasson |
|  |                             |                                               |         |                      | Publik: 7,753 Domare: Åke Andreasson | Publik: 7,753 Domare: Åke Andreasson |
|  |                             |                                               |         |                      | Publik: 7,753 Domare: Åke Andreasson | Publik: 7,753 Domare: Åke Andreasson |

|  | Måndag 3 augusti 2009 19:00 | Örebro                    | 2 – 2   | Örgryte                              | Behrn Arena, Örebro                 |                                     |
|  |                             | Självmål 15′ Självmål 85′ | rapport | 46′ Álvaro Santos 49′ Marcus Allbäck | Publik: 7,735 Domare: Magnus Ahlsén | Publik: 7,735 Domare: Magnus Ahlsén |
|  |                             |                           |         |                                      | Publik: 7,735 Domare: Magnus Ahlsén | Publik: 7,735 Domare: Magnus Ahlsén |
|  |                             |                           |         |                                      | Publik: 7,735 Domare: Magnus Ahlsén | Publik: 7,735 Domare: Magnus Ahlsén |

|  | Måndag 3 augusti 2009 19:00 | Gais | 0 – 1   | Trelleborg         | Gamla Ullevi, Göteborg             |                                    |
|  |                             |      | rapport | 64′ Peter Abelsson | Publik: 3,115 Domare: Johan Hamlin | Publik: 3,115 Domare: Johan Hamlin |
|  |                             |      |         |                    | Publik: 3,115 Domare: Johan Hamlin | Publik: 3,115 Domare: Johan Hamlin |
|  |                             |      |         |                    | Publik: 3,115 Domare: Johan Hamlin | Publik: 3,115 Domare: Johan Hamlin |

|  | Måndag 3 augusti 2009 19:00 | Gefle IF                           | 2 – 0   | Djurgården | Strömvallen, Gävle                      |                                         |
|  |                             | Jonas Lantto 5′ Daniel Westlin 12′ | rapport |            | Publik: 6,287 Domare: Martin Ingvarsson | Publik: 6,287 Domare: Martin Ingvarsson |
|  |                             |                                    |         |            | Publik: 6,287 Domare: Martin Ingvarsson | Publik: 6,287 Domare: Martin Ingvarsson |
|  |                             |                                    |         |            | Publik: 6,287 Domare: Martin Ingvarsson | Publik: 6,287 Domare: Martin Ingvarsson |

|  | Måndag 3 augusti 2009 19:00 | Hammarby         | 1 – 2   | Helsingborg                        | Söderstadion, Stockholm               |                                       |
|  |                             | Andreas Dahl 65′ | rapport | 41′ René Makondele 60′ Erik Sundin | Publik: 9,949 Domare: Michael Lerjéus | Publik: 9,949 Domare: Michael Lerjéus |
|  |                             |                  |         |                                    | Publik: 9,949 Domare: Michael Lerjéus | Publik: 9,949 Domare: Michael Lerjéus |
|  |                             |                  |         |                                    | Publik: 9,949 Domare: Michael Lerjéus | Publik: 9,949 Domare: Michael Lerjéus |

### Omgång 18
|  | Torsdag 6 augusti 2009 19:00 | Häcken           | 1 – 0   | Gais | Rambergsvallen, Göteborg                  |                                           |
|  |                              | Erik Friberg 42′ | rapport |      | Publik: 3,545 Domare: Sven-Martin Åkesson | Publik: 3,545 Domare: Sven-Martin Åkesson |
|  |                              |                  |         |      | Publik: 3,545 Domare: Sven-Martin Åkesson | Publik: 3,545 Domare: Sven-Martin Åkesson |
|  |                              |                  |         |      | Publik: 3,545 Domare: Sven-Martin Åkesson | Publik: 3,545 Domare: Sven-Martin Åkesson |

|  | Lördag 8 augusti 2009 16:00 | AIK                               | 2 – 1   | Brommapojkarna     | Råsunda, Stockholm                       |                                          |
|  |                             | Markus Jonsson 67′ Iván Óbolo 88′ | rapport | 53′ Philip Haglund | Publik: 13,516 Domare: Martin Ingvarsson | Publik: 13,516 Domare: Martin Ingvarsson |
|  |                             |                                   |         |                    | Publik: 13,516 Domare: Martin Ingvarsson | Publik: 13,516 Domare: Martin Ingvarsson |
|  |                             |                                   |         |                    | Publik: 13,516 Domare: Martin Ingvarsson | Publik: 13,516 Domare: Martin Ingvarsson |

|  | Lördag 8 augusti 2009 16:00 | Trelleborgs FF | 0 – 2   | Malmö FF                                  | Vångavallen, Trelleborg                  |                                          |
|  |                             |                | rapport | 9′ Wílton Figueiredo 83′ Daniel Andersson | Publik: 7,191 Domare: Stefan Johannesson | Publik: 7,191 Domare: Stefan Johannesson |
|  |                             |                |         |                                           | Publik: 7,191 Domare: Stefan Johannesson | Publik: 7,191 Domare: Stefan Johannesson |
|  |                             |                |         |                                           | Publik: 7,191 Domare: Stefan Johannesson | Publik: 7,191 Domare: Stefan Johannesson |

|  | Söndag 9 augusti 2009 16:00 | Örgryte                       | 1 – 2   | IFK Göteborg                      | Gamla Ullevi, Göteborg                |                                       |
|  |                             | Alessandro Silva Perreira 15′ | rapport | 53′ Tobias Hysén 90′ Tobias Hysén | Publik: 11,199 Domare: Åke Andreasson | Publik: 11,199 Domare: Åke Andreasson |
|  |                             |                               |         |                                   | Publik: 11,199 Domare: Åke Andreasson | Publik: 11,199 Domare: Åke Andreasson |
|  |                             |                               |         |                                   | Publik: 11,199 Domare: Åke Andreasson | Publik: 11,199 Domare: Åke Andreasson |

|  | Söndag 9 augusti 2009 16:00 | Djurgården | 0 – 1   | Hammarby     | Råsunda, Stockholm                    |                                       |
|  |                             |            | rapport | 20′ Självmål | Publik: 16,374 Domare: Jonas Eriksson | Publik: 16,374 Domare: Jonas Eriksson |
|  |                             |            |         |              | Publik: 16,374 Domare: Jonas Eriksson | Publik: 16,374 Domare: Jonas Eriksson |
|  |                             |            |         |              | Publik: 16,374 Domare: Jonas Eriksson | Publik: 16,374 Domare: Jonas Eriksson |

|  | Söndag 9 augusti 2009 18:00 | Elfsborg                                | 2 – 3   | Gefle                                                  | Borås Arena, Borås                    |                                       |
|  |                             | Stefan Ishizaki 12′ Stefan Ishizaki 87′ | rapport | 49′ Yannick Bapupa 65′ Yannick Bapupa 81′ Jonas Lantto | Publik: 7,011 Domare: Michael Lerjéus | Publik: 7,011 Domare: Michael Lerjéus |
|  |                             |                                         |         |                                                        | Publik: 7,011 Domare: Michael Lerjéus | Publik: 7,011 Domare: Michael Lerjéus |
|  |                             |                                         |         |                                                        | Publik: 7,011 Domare: Michael Lerjéus | Publik: 7,011 Domare: Michael Lerjéus |

|  | Söndag 9 augusti 2009 18:00 | Helsingborg | 0 – 1   | Örebro        | Olympia, Helsingborg                    |                                         |
|  |                             |             | rapport | 57′ Kim Olsen | Publik: 8,034 Domare: Daniel Stålhammar | Publik: 8,034 Domare: Daniel Stålhammar |
|  |                             |             |         |               | Publik: 8,034 Domare: Daniel Stålhammar | Publik: 8,034 Domare: Daniel Stålhammar |
|  |                             |             |         |               | Publik: 8,034 Domare: Daniel Stålhammar | Publik: 8,034 Domare: Daniel Stålhammar |

|  | Söndag 9 augusti 2009 18:00 | Halmstad                           | 2 – 0   | Kalmar FF | Örjans vall, Halmstad                      |                                            |
|  |                             | Emir Kujović 26′ Marcus Olsson 90′ | rapport |           | Publik: 5,128 Domare: Markus Strömbergsson | Publik: 5,128 Domare: Markus Strömbergsson |
|  |                             |                                    |         |           | Publik: 5,128 Domare: Markus Strömbergsson | Publik: 5,128 Domare: Markus Strömbergsson |
|  |                             |                                    |         |           | Publik: 5,128 Domare: Markus Strömbergsson | Publik: 5,128 Domare: Markus Strömbergsson |

### Omgång 19
|  | Lördag 15 augusti 2009 16:00 | Hammarby                              | 2 – 3   | Elfsborg                                                    | Söderstadion, Stockholm                    |                                            |
|  |                              | Andreas Dahl 21′ Rafael Magalhães 86′ | rapport | 18′ Stefan Ishizaki 42′ Anders Svensson 85′ Stefan Ishizaki | Publik: 8,379 Domare: Markus Strömbergsson | Publik: 8,379 Domare: Markus Strömbergsson |
|  |                              |                                       |         |                                                             | Publik: 8,379 Domare: Markus Strömbergsson | Publik: 8,379 Domare: Markus Strömbergsson |
|  |                              |                                       |         |                                                             | Publik: 8,379 Domare: Markus Strömbergsson | Publik: 8,379 Domare: Markus Strömbergsson |

|  | Lördag 15 augusti 2009 16:00 | Kalmar FF         | 1 – 1   | Gefle              | Fredriksskans IP, Kalmar                 |                                          |
|  |                              | Daniel Mendes 58′ | rapport | 77′ Yannick Bapupa | Publik: 4,296 Domare: Stefan Johannesson | Publik: 4,296 Domare: Stefan Johannesson |
|  |                              |                   |         |                    | Publik: 4,296 Domare: Stefan Johannesson | Publik: 4,296 Domare: Stefan Johannesson |
|  |                              |                   |         |                    | Publik: 4,296 Domare: Stefan Johannesson | Publik: 4,296 Domare: Stefan Johannesson |

|  | Söndag 16 augusti 2009 12:30 | IFK Göteborg                         | 2 – 2   | Helsingborg                           | Gamla Ullevi, Göteborg                |                                       |
|  |                              | Sebastian Eriksson 28′ Erik Lund 30′ | rapport | 47′ René Makondele 77′ René Makondele | Publik: 12,887 Domare: Jonas Eriksson | Publik: 12,887 Domare: Jonas Eriksson |
|  |                              |                                      |         |                                       | Publik: 12,887 Domare: Jonas Eriksson | Publik: 12,887 Domare: Jonas Eriksson |
|  |                              |                                      |         |                                       | Publik: 12,887 Domare: Jonas Eriksson | Publik: 12,887 Domare: Jonas Eriksson |

|  | Söndag 16 augusti 2009 17:00 | Brommapojkarna                 | 2 – 2   | Trelleborgs FF                          | Grimsta IP, Stockholm                     |                                           |
|  |                              | Olof Guterstam 28′ Pär Asp 81′ | rapport | 22′ Andreas Wihlborg 42′ Andreas Drugge | Publik: 1,718 Domare: Sven-Martin Åkesson | Publik: 1,718 Domare: Sven-Martin Åkesson |
|  |                              |                                |         |                                         | Publik: 1,718 Domare: Sven-Martin Åkesson | Publik: 1,718 Domare: Sven-Martin Åkesson |
|  |                              |                                |         |                                         | Publik: 1,718 Domare: Sven-Martin Åkesson | Publik: 1,718 Domare: Sven-Martin Åkesson |

|  | Måndag 17 augusti 2009 19:00 | Malmö FF                      | 1 – 2   | Häcken                                       | Swedbank Stadion, Malmö                  |                                          |
|  |                              | Ricardo Ferreira da Silva 35′ | rapport | 17′ Tom Söderberg 51′ Paulo José de Oliveira | Publik: 11,432 Domare: Daniel Stålhammar | Publik: 11,432 Domare: Daniel Stålhammar |
|  |                              |                               |         |                                              | Publik: 11,432 Domare: Daniel Stålhammar | Publik: 11,432 Domare: Daniel Stålhammar |
|  |                              |                               |         |                                              | Publik: 11,432 Domare: Daniel Stålhammar | Publik: 11,432 Domare: Daniel Stålhammar |

|  | Måndag 17 augusti 2009 19:00 | Halmstad         | 1 – 2   | AIK                            | Örjans vall, Halmstad                 |                                       |
|  |                              | Mikael Rosén 10′ | rapport | 12′ Iván Óbolo 36′ Kenny Pavey | Publik: 5,425 Domare: Michael Lerjéus | Publik: 5,425 Domare: Michael Lerjéus |
|  |                              |                  |         |                                | Publik: 5,425 Domare: Michael Lerjéus | Publik: 5,425 Domare: Michael Lerjéus |
|  |                              |                  |         |                                | Publik: 5,425 Domare: Michael Lerjéus | Publik: 5,425 Domare: Michael Lerjéus |

|  | Måndag 17 augusti 2009 19:00 | Örebro                                | 2 – 0   | Djurgården | Behrn Arena, Örebro                  |                                      |
|  |                              | Fredrik Nordback 4′ Per Johansson 86′ | rapport |            | Publik: 9,094 Domare: Åke Andreasson | Publik: 9,094 Domare: Åke Andreasson |
|  |                              |                                       |         |            | Publik: 9,094 Domare: Åke Andreasson | Publik: 9,094 Domare: Åke Andreasson |
|  |                              |                                       |         |            | Publik: 9,094 Domare: Åke Andreasson | Publik: 9,094 Domare: Åke Andreasson |

|  | Måndag 17 augusti 2009 19:00 | Gais             | 1 – 0   | Örgryte | Gamla Ullevi, Göteborg                  |                                         |
|  |                              | Pär Ericsson 53′ | rapport |         | Publik: 7,937 Domare: Martin Ingvarsson | Publik: 7,937 Domare: Martin Ingvarsson |
|  |                              |                  |         |         | Publik: 7,937 Domare: Martin Ingvarsson | Publik: 7,937 Domare: Martin Ingvarsson |
|  |                              |                  |         |         | Publik: 7,937 Domare: Martin Ingvarsson | Publik: 7,937 Domare: Martin Ingvarsson |

### Omgång 20
|  | Lördag 22 augusti 2009 16:00 | AIK                    | 1 – 1   | Kalmar FF           | Råsunda, Stockholm                       |                                          |
|  |                              | Nils-Eric Johansson 3′ | rapport | 69′ Tobias Eriksson | Publik: 18,488 Domare: Martin Ingvarsson | Publik: 18,488 Domare: Martin Ingvarsson |
|  |                              |                        |         |                     | Publik: 18,488 Domare: Martin Ingvarsson | Publik: 18,488 Domare: Martin Ingvarsson |
|  |                              |                        |         |                     | Publik: 18,488 Domare: Martin Ingvarsson | Publik: 18,488 Domare: Martin Ingvarsson |

|  | Söndag 23 augusti 2009 18:00 | Helsingborg | 0 – 1   | Gais                  | Olympia, Helsingborg                 |                                      |
|  |                              |             | rapport | 8′ Eyjólfur Héðinsson | Publik: 9,760 Domare: Åke Andreasson | Publik: 9,760 Domare: Åke Andreasson |
|  |                              |             |         |                       | Publik: 9,760 Domare: Åke Andreasson | Publik: 9,760 Domare: Åke Andreasson |
|  |                              |             |         |                       | Publik: 9,760 Domare: Åke Andreasson | Publik: 9,760 Domare: Åke Andreasson |

|  | Söndag 23 augusti 2009 19:30 | Elfsborg                          | 2 – 1   | Örebro             | Borås Arena, Borås                        |                                           |
|  |                              | Daniel Mobaeck 6′ James Keene 13′ | rapport | 16′ Marcus Astvald | Publik: 6,302 Domare: Sven-Martin Åkesson | Publik: 6,302 Domare: Sven-Martin Åkesson |
|  |                              |                                   |         |                    | Publik: 6,302 Domare: Sven-Martin Åkesson | Publik: 6,302 Domare: Sven-Martin Åkesson |
|  |                              |                                   |         |                    | Publik: 6,302 Domare: Sven-Martin Åkesson | Publik: 6,302 Domare: Sven-Martin Åkesson |

|  | Måndag 24 augusti 2009 19:00 | Gefle        | 1 – 0   | Hammarby | Strömvallen, Gävle                   |                                      |
|  |                              | Självmål 15′ | rapport |          | Publik: 6,837 Domare: Jonas Eriksson | Publik: 6,837 Domare: Jonas Eriksson |
|  |                              |              |         |          | Publik: 6,837 Domare: Jonas Eriksson | Publik: 6,837 Domare: Jonas Eriksson |
|  |                              |              |         |          | Publik: 6,837 Domare: Jonas Eriksson | Publik: 6,837 Domare: Jonas Eriksson |

|  | Måndag 24 augusti 2009 19:00 | Örgryte                      | 1 – 0   | Malmö FF | Gamla Ullevi, Göteborg                |                                       |
|  |                              | Alessandro Silva Pereira 27′ | rapport |          | Publik: 2,901 Domare: Michael Lerjéus | Publik: 2,901 Domare: Michael Lerjéus |
|  |                              |                              |         |          | Publik: 2,901 Domare: Michael Lerjéus | Publik: 2,901 Domare: Michael Lerjéus |
|  |                              |                              |         |          | Publik: 2,901 Domare: Michael Lerjéus | Publik: 2,901 Domare: Michael Lerjéus |

|  | Måndag 24 augusti 2009 19:00 | Djurgården | 0 – 0   | IFK Göteborg | Stockholms stadion, Stockholm           |                                         |
|  |                              |            | rapport |              | Publik: 7,531 Domare: Daniel Stålhammar | Publik: 7,531 Domare: Daniel Stålhammar |
|  |                              |            |         |              | Publik: 7,531 Domare: Daniel Stålhammar | Publik: 7,531 Domare: Daniel Stålhammar |
|  |                              |            |         |              | Publik: 7,531 Domare: Daniel Stålhammar | Publik: 7,531 Domare: Daniel Stålhammar |

|  | Måndag 24 augusti 2009 19:00 | Trelleborgs FF                                                               | 4 – 0   | Halmstad | Vångavallen, Trelleborg             |                                     |
|  |                              | Fredrik Jensen 1′ Andreas Drugge 23′ Fredrik Jensen 28′ Andreas Wihlborg 65′ | rapport |          | Publik: 2,680 Domare: Magnus Ahlsén | Publik: 2,680 Domare: Magnus Ahlsén |
|  |                              |                                                                              |         |          | Publik: 2,680 Domare: Magnus Ahlsén | Publik: 2,680 Domare: Magnus Ahlsén |
|  |                              |                                                                              |         |          | Publik: 2,680 Domare: Magnus Ahlsén | Publik: 2,680 Domare: Magnus Ahlsén |

|  | Tisdag 25 augusti 2009 19:00 | Häcken | 5 – 1   | Brommapojkarna       | Rambergsvallen, Göteborg                 |                                          |
|  |                              | John Chibuike 5′ Paulo José de Oliveira 34′ Paulo José de Oliveira 63′ Jonas Henriksson 70′ John Chibuike 73′ | rapport | 64′ Andreas Eriksson | Publik: 1,606 Domare: Stefan Johannesson | Publik: 1,606 Domare: Stefan Johannesson |
|  |                              | |         |                      | Publik: 1,606 Domare: Stefan Johannesson | Publik: 1,606 Domare: Stefan Johannesson |
|  |                              | |         |                      | Publik: 1,606 Domare: Stefan Johannesson | Publik: 1,606 Domare: Stefan Johannesson |

### Omgång 21
|  | Lördag 29 augusti 2009 16:00 | AIK               | 1 – 0   | Trelleborgs FF | Råsunda, Stockholm                    |                                       |
|  |                              | Dulee Johnson 64′ | rapport |                | Publik: 12,371 Domare: Jonas Eriksson | Publik: 12,371 Domare: Jonas Eriksson |
|  |                              |                   |         |                | Publik: 12,371 Domare: Jonas Eriksson | Publik: 12,371 Domare: Jonas Eriksson |
|  |                              |                   |         |                | Publik: 12,371 Domare: Jonas Eriksson | Publik: 12,371 Domare: Jonas Eriksson |

|  | Söndag 30 augusti 2009 16:00 | Kalmar FF                                                 | 3 – 0   | Hammarby | Fredriksskans IP, Kalmar                |                                         |
|  |                              | Tobias Eriksson 32′ Daniel Mendes 34′ Tobias Eriksson 44′ | rapport |          | Publik: 6,551 Domare: Daniel Stålhammar | Publik: 6,551 Domare: Daniel Stålhammar |
|  |                              |                                                           |         |          | Publik: 6,551 Domare: Daniel Stålhammar | Publik: 6,551 Domare: Daniel Stålhammar |
|  |                              |                                                           |         |          | Publik: 6,551 Domare: Daniel Stålhammar | Publik: 6,551 Domare: Daniel Stålhammar |

|  | Söndag 30 augusti 2009 17:00 | Halmstad | 0 – 4   | Häcken                                                                                | Örjans vall, Halmstad                |                                      |
|  |                              |          | rapport | 22′ Paulo José de Oliveira 30′ Jonas Henriksson 39′ Erik Friberg 54′ Jonas Henriksson | Publik: 3,726 Domare: Martin Hansson | Publik: 3,726 Domare: Martin Hansson |
|  |                              |          |         |                                                                                       | Publik: 3,726 Domare: Martin Hansson | Publik: 3,726 Domare: Martin Hansson |
|  |                              |          |         |                                                                                       | Publik: 3,726 Domare: Martin Hansson | Publik: 3,726 Domare: Martin Hansson |

|  | Söndag 30 augusti 2009 19:30 | IFK Göteborg                                                               | 4 – 0   | Elfsborg | Gamla Ullevi, Göteborg                   |                                          |
|  |                              | Hjálmar Jónsson 55′ Hannes Stiller 58′ Hannes Stiller 65′ Tobias Hysén 88′ | rapport |          | Publik: 17,851 Domare: Martin Ingvarsson | Publik: 17,851 Domare: Martin Ingvarsson |
|  |                              |                                                                            |         |          | Publik: 17,851 Domare: Martin Ingvarsson | Publik: 17,851 Domare: Martin Ingvarsson |
|  |                              |                                                                            |         |          | Publik: 17,851 Domare: Martin Ingvarsson | Publik: 17,851 Domare: Martin Ingvarsson |

|  | Måndag 31 augusti 2009 19:00 | Brommapojkarna     | 1 – 2   | Örgryte                              | Grimsta IP, Stockholm                 |                                       |
|  |                              | Dalil Benyahia 58′ | rapport | 43′ Marcus Allbäck 85′ Álvaro Santos | Publik: 1,537 Domare: Michael Lerjéus | Publik: 1,537 Domare: Michael Lerjéus |
|  |                              |                    |         |                                      | Publik: 1,537 Domare: Michael Lerjéus | Publik: 1,537 Domare: Michael Lerjéus |
|  |                              |                    |         |                                      | Publik: 1,537 Domare: Michael Lerjéus | Publik: 1,537 Domare: Michael Lerjéus |

|  | Måndag 31 augusti 2009 19:00 | Örebro                                | 2 – 0   | Gefle | Behrn Arena, Örebro                 |                                     |
|  |                              | Magnus Wikström 60′ Adriano Munoz 63′ | rapport |       | Publik: 6,567 Domare: Magnus Ahlsén | Publik: 6,567 Domare: Magnus Ahlsén |
|  |                              |                                       |         |       | Publik: 6,567 Domare: Magnus Ahlsén | Publik: 6,567 Domare: Magnus Ahlsén |
|  |                              |                                       |         |       | Publik: 6,567 Domare: Magnus Ahlsén | Publik: 6,567 Domare: Magnus Ahlsén |

|  | Måndag 31 augusti 2009 19:00 | Gais              | 1 – 1   | Djurgården         | Gamla Ullevi, Göteborg                     |                                            |
|  |                              | Richard Spong 16′ | rapport | 21′ Daniel Sjölund | Publik: 4,782 Domare: Markus Strömbergsson | Publik: 4,782 Domare: Markus Strömbergsson |
|  |                              |                   |         |                    | Publik: 4,782 Domare: Markus Strömbergsson | Publik: 4,782 Domare: Markus Strömbergsson |
|  |                              |                   |         |                    | Publik: 4,782 Domare: Markus Strömbergsson | Publik: 4,782 Domare: Markus Strömbergsson |

|  | Måndag 31 augusti 2009 19:00 | Malmö FF | 0 – 0   | Helsingborg | Swedbank Stadion, Malmö                   |                                           |
|  |                              |          | rapport |             | Publik: 22,822 Domare: Stefan Johannesson | Publik: 22,822 Domare: Stefan Johannesson |
|  |                              |          |         |             | Publik: 22,822 Domare: Stefan Johannesson | Publik: 22,822 Domare: Stefan Johannesson |
|  |                              |          |         |             | Publik: 22,822 Domare: Stefan Johannesson | Publik: 22,822 Domare: Stefan Johannesson |

### Omgång 22
|  | Lördag 12 september 2009 16:00 | Trelleborgs FF       | 1 – 2   | Kalmar FF                           | Vångavallen, Trelleborg                   |                                           |
|  |                                | Andreas Wihlborg 51′ | rapport | 18′ Ricardo Santos 58′ Abiola Dauda | Publik: 2,820 Domare: Sven-Martin Åkesson | Publik: 2,820 Domare: Sven-Martin Åkesson |
|  |                                |                      |         |                                     | Publik: 2,820 Domare: Sven-Martin Åkesson | Publik: 2,820 Domare: Sven-Martin Åkesson |
|  |                                |                      |         |                                     | Publik: 2,820 Domare: Sven-Martin Åkesson | Publik: 2,820 Domare: Sven-Martin Åkesson |

|  | Lördag 12 september 2009 16:00 | Elfsborg                            | 2 – 2   | Gais                                          | Borås Arena, Borås                      |                                         |
|  |                                | Anders Svensson 40′ Amadou Jawo 86′ | rapport | 43′ Wanderson do Carmo 90′ Eyjólfur Héðinsson | Publik: 8,672 Domare: Martin Ingvarsson | Publik: 8,672 Domare: Martin Ingvarsson |
|  |                                |                                     |         |                                               | Publik: 8,672 Domare: Martin Ingvarsson | Publik: 8,672 Domare: Martin Ingvarsson |
|  |                                |                                     |         |                                               | Publik: 8,672 Domare: Martin Ingvarsson | Publik: 8,672 Domare: Martin Ingvarsson |

|  | Söndag 13 september 2009 17:00 | Hammarby | 0 – 1   | Örebro        | Söderstadion, Stockholm                 |                                         |
|  |                                |          | rapport | 71′ Kim Olsen | Publik: 9,745 Domare: Daniel Stålhammar | Publik: 9,745 Domare: Daniel Stålhammar |
|  |                                |          |         |               | Publik: 9,745 Domare: Daniel Stålhammar | Publik: 9,745 Domare: Daniel Stålhammar |
|  |                                |          |         |               | Publik: 9,745 Domare: Daniel Stålhammar | Publik: 9,745 Domare: Daniel Stålhammar |

|  | Söndag 13 september 2009 17:00 | Gefle | 0 – 3   | IFK Göteborg                                              | Strömvallen, Gävle                       |                                          |
|  |                                |       | rapport | 29′ Hannes Stiller 47′ Gustav Svensson 51′ Hannes Stiller | Publik: 5,890 Domare: Stefan Johannesson | Publik: 5,890 Domare: Stefan Johannesson |
|  |                                |       |         |                                                           | Publik: 5,890 Domare: Stefan Johannesson | Publik: 5,890 Domare: Stefan Johannesson |
|  |                                |       |         |                                                           | Publik: 5,890 Domare: Stefan Johannesson | Publik: 5,890 Domare: Stefan Johannesson |

|  | Söndag 13 september 2009 17:00 | Helsingborg | 0 – 1   | Brommapojkarna         | Olympia, Helsingborg                |                                     |
|  |                                |             | rapport | 13′ Pablo Piñones-Arce | Publik: 6,587 Domare: Magnus Ahlsén | Publik: 6,587 Domare: Magnus Ahlsén |
|  |                                |             |         |                        | Publik: 6,587 Domare: Magnus Ahlsén | Publik: 6,587 Domare: Magnus Ahlsén |
|  |                                |             |         |                        | Publik: 6,587 Domare: Magnus Ahlsén | Publik: 6,587 Domare: Magnus Ahlsén |

|  | Måndag 14 september 2009 19:00 | Häcken | 0 – 2   | AIK                               | Rambergsvallen, Göteborg             |                                      |
|  |                                |        | rapport | 27′ Antônio Flávio 29′ Iván Óbolo | Publik: 4,117 Domare: Jonas Eriksson | Publik: 4,117 Domare: Jonas Eriksson |
|  |                                |        |         |                                   | Publik: 4,117 Domare: Jonas Eriksson | Publik: 4,117 Domare: Jonas Eriksson |
|  |                                |        |         |                                   | Publik: 4,117 Domare: Jonas Eriksson | Publik: 4,117 Domare: Jonas Eriksson |

|  | Måndag 14 september 2009 20:00 | Djurgården           | 1 – 2   | Malmö FF                          | Stockholms stadion, Stockholm         |                                       |
|  |                                | Christer Youssef 21′ | rapport | 39′ Edward Ofere 56′ Edward Ofere | Publik: 7,970 Domare: Michael Lerjéus | Publik: 7,970 Domare: Michael Lerjéus |
|  |                                |                      |         |                                   | Publik: 7,970 Domare: Michael Lerjéus | Publik: 7,970 Domare: Michael Lerjéus |
|  |                                |                      |         |                                   | Publik: 7,970 Domare: Michael Lerjéus | Publik: 7,970 Domare: Michael Lerjéus |

|  | Tisdag 15 september 2009 19:00 | Örgryte                                   | 2 – 1   | Halmstad          | Gamla Ullevi, Göteborg                     |                                            |
|  |                                | Álvaro Santos 55′ Alexander Mellqvist 90′ | rapport | 41′ Marcus Olsson | Publik: 4,430 Domare: Markus Strömbergsson | Publik: 4,430 Domare: Markus Strömbergsson |
|  |                                |                                           |         |                   | Publik: 4,430 Domare: Markus Strömbergsson | Publik: 4,430 Domare: Markus Strömbergsson |
|  |                                |                                           |         |                   | Publik: 4,430 Domare: Markus Strömbergsson | Publik: 4,430 Domare: Markus Strömbergsson |

### Omgång 23
|  | Torsdag 17 september 2009 19:00 | Gais                                                                                       | 4 – 0   | Gefle | Gamla Ullevi, Göteborg               |                                      |
|  |                                 | Wanderson do Carmo 4′ Eyjólfur Héðinsson 47′ Wanderson do Carmo 60′ Wanderson do Carmo 85′ | rapport |       | Publik: 3,382 Domare: Jonas Eriksson | Publik: 3,382 Domare: Jonas Eriksson |
|  |                                 |                                                                                            |         |       | Publik: 3,382 Domare: Jonas Eriksson | Publik: 3,382 Domare: Jonas Eriksson |
|  |                                 |                                                                                            |         |       | Publik: 3,382 Domare: Jonas Eriksson | Publik: 3,382 Domare: Jonas Eriksson |

|  | Lördag 19 september 2009 16:00 | Halmstad                                   | 2 – 1   | Helsingborg      | Örjans vall, Halmstad                   |                                         |
|  |                                | Michael Görlitz 29′ Anselmo Nascimento 49′ | rapport | 64′ Marcus Lantz | Publik: 4,467 Domare: Daniel Stålhammar | Publik: 4,467 Domare: Daniel Stålhammar |
|  |                                |                                            |         |                  | Publik: 4,467 Domare: Daniel Stålhammar | Publik: 4,467 Domare: Daniel Stålhammar |
|  |                                |                                            |         |                  | Publik: 4,467 Domare: Daniel Stålhammar | Publik: 4,467 Domare: Daniel Stålhammar |

|  | Söndag 20 september 2009 12:15 | Brommapojkarna     | 1 – 4   | Djurgården                                                                | Grimsta IP, Stockholm                      |                                            |
|  |                                | Joakim Runnemo 75′ | rapport | 30′ Hrvoje Milić 48′ Christer Youssef 63′ Christer Youssef 65′ Dan Burlin | Publik: 4,742 Domare: Markus Strömbergsson | Publik: 4,742 Domare: Markus Strömbergsson |
|  |                                |                    |         |                                                                           | Publik: 4,742 Domare: Markus Strömbergsson | Publik: 4,742 Domare: Markus Strömbergsson |
|  |                                |                    |         |                                                                           | Publik: 4,742 Domare: Markus Strömbergsson | Publik: 4,742 Domare: Markus Strömbergsson |

|  | Söndag 20 september 2009 15:00 | IFK Göteborg                      | 2 – 0   | Hammarby | Gamla Ullevi, Göteborg                   |                                          |
|  |                                | Tobias Hysén 26′ Tobias Hysén 45′ | rapport |          | Publik: 13,785 Domare: Martin Ingvarsson | Publik: 13,785 Domare: Martin Ingvarsson |
|  |                                |                                   |         |          | Publik: 13,785 Domare: Martin Ingvarsson | Publik: 13,785 Domare: Martin Ingvarsson |
|  |                                |                                   |         |          | Publik: 13,785 Domare: Martin Ingvarsson | Publik: 13,785 Domare: Martin Ingvarsson |

|  | Söndag 20 september 2009 15:00 | Kalmar FF          | 1 – 3   | Örebro                                        | Fredriksskans IP, Kalmar              |                                       |
|  |                                | Ricardo Santos 32′ | rapport | 9′ Kim Olsen 24′ Kim Olsen 70′ Marcus Astvald | Publik: 4,667 Domare: Michael Lerjéus | Publik: 4,667 Domare: Michael Lerjéus |
|  |                                |                    |         |                                               | Publik: 4,667 Domare: Michael Lerjéus | Publik: 4,667 Domare: Michael Lerjéus |
|  |                                |                    |         |                                               | Publik: 4,667 Domare: Michael Lerjéus | Publik: 4,667 Domare: Michael Lerjéus |

|  | Söndag 20 september 2009 15:00 | Trelleborgs FF                  | 2 – 2   | Häcken                                     | Vångavallen, Trelleborg              |                                      |
|  |                                | Fredrik Jensen 12′ Självmål 53′ | rapport | 63′ John Chibuike 66′ Vinicius Lopes Souto | Publik: 2,212 Domare: Åke Andreasson | Publik: 2,212 Domare: Åke Andreasson |
|  |                                |                                 |         |                                            | Publik: 2,212 Domare: Åke Andreasson | Publik: 2,212 Domare: Åke Andreasson |
|  |                                |                                 |         |                                            | Publik: 2,212 Domare: Åke Andreasson | Publik: 2,212 Domare: Åke Andreasson |

|  | Måndag 21 september 2009 19:00 | AIK                                                          | 3 – 0   | Örgryte | Råsunda, Stockholm                       |                                          |
|  |                                | Martin Kayongo-Mutumba 44′ Markus Jonsson 57′ Iván Óbolo 88′ | rapport |         | Publik: 14,021 Domare: Daniel Stålhammar | Publik: 14,021 Domare: Daniel Stålhammar |
|  |                                |                                                              |         |         | Publik: 14,021 Domare: Daniel Stålhammar | Publik: 14,021 Domare: Daniel Stålhammar |
|  |                                |                                                              |         |         | Publik: 14,021 Domare: Daniel Stålhammar | Publik: 14,021 Domare: Daniel Stålhammar |

|  | Måndag 21 september 2009 19:00 | Malmö FF                                                                                   | 5 – 0   | Elfsborg | Swedbank Stadion, Malmö               |                                       |
|  |                                | Daniel Larsson 4′ Guillermo Molins 6′ Edward Ofere 40′ Edward Ofere 61′ Daniel Larsson 79′ | rapport |          | Publik: 12,088 Domare: Jonas Eriksson | Publik: 12,088 Domare: Jonas Eriksson |
|  |                                |                                                                                            |         |          | Publik: 12,088 Domare: Jonas Eriksson | Publik: 12,088 Domare: Jonas Eriksson |
|  |                                |                                                                                            |         |          | Publik: 12,088 Domare: Jonas Eriksson | Publik: 12,088 Domare: Jonas Eriksson |

### Omgång 24
|  | Onsdag 23 september 2009 19:00 | Häcken | 0 – 0   | Kalmar FF | Rambergsvallen, Göteborg                |                                         |
|  |                                |        | rapport |           | Publik: 2,018 Domare: Martin Ingvarsson | Publik: 2,018 Domare: Martin Ingvarsson |
|  |                                |        |         |           | Publik: 2,018 Domare: Martin Ingvarsson | Publik: 2,018 Domare: Martin Ingvarsson |
|  |                                |        |         |           | Publik: 2,018 Domare: Martin Ingvarsson | Publik: 2,018 Domare: Martin Ingvarsson |

|  | Onsdag 23 september 2009 19:00 | Hammarby             | 1 – 2   | Gais                                        | Söderstadion, Stockholm              |                                      |
|  |                                | Patrik Gerrbrand 88′ | rapport | 36′ Fredrik Lundgren 75′ Wanderson do Carmo | Publik: 8,120 Domare: Martin Hansson | Publik: 8,120 Domare: Martin Hansson |
|  |                                |                      |         |                                             | Publik: 8,120 Domare: Martin Hansson | Publik: 8,120 Domare: Martin Hansson |
|  |                                |                      |         |                                             | Publik: 8,120 Domare: Martin Hansson | Publik: 8,120 Domare: Martin Hansson |

|  | Onsdag 23 september 2009 20:00 | Örebro | 0 – 0   | IFK Göteborg | Behrn Arena, Örebro                       |                                           |
|  |                                |        | rapport |              | Publik: 11,191 Domare: Stefan Johannesson | Publik: 11,191 Domare: Stefan Johannesson |
|  |                                |        |         |              | Publik: 11,191 Domare: Stefan Johannesson | Publik: 11,191 Domare: Stefan Johannesson |
|  |                                |        |         |              | Publik: 11,191 Domare: Stefan Johannesson | Publik: 11,191 Domare: Stefan Johannesson |

|  | Torsdag 24 september 2009 18:00 | Elfsborg        | 1 – 0   | Brommapojkarna | Borås Arena, Borås                        |                                           |
|  |                                 | James Keene 53′ | rapport |                | Publik: 8,557 Domare: Sven-Martin Åkesson | Publik: 8,557 Domare: Sven-Martin Åkesson |
|  |                                 |                 |         |                | Publik: 8,557 Domare: Sven-Martin Åkesson | Publik: 8,557 Domare: Sven-Martin Åkesson |
|  |                                 |                 |         |                | Publik: 8,557 Domare: Sven-Martin Åkesson | Publik: 8,557 Domare: Sven-Martin Åkesson |

|  | Torsdag 24 september 2009 18:00 | Helsingborg                                                | 3 – 2   | AIK                            | Olympia, Helsingborg                       |                                            |
|  |                                 | Andreas Landgren 44′ Henrik Larsson 45′ Henrik Larsson 70′ | rapport | 62′ Självmål 86′ Dulee Johnson | Publik: 9,363 Domare: Markus Strömbergsson | Publik: 9,363 Domare: Markus Strömbergsson |
|  |                                 |                                                            |         |                                | Publik: 9,363 Domare: Markus Strömbergsson | Publik: 9,363 Domare: Markus Strömbergsson |
|  |                                 |                                                            |         |                                | Publik: 9,363 Domare: Markus Strömbergsson | Publik: 9,363 Domare: Markus Strömbergsson |

|  | Torsdag 24 september 2009 19:00 | Djurgården | 0 – 2   | Halmstad                            | Stockholms stadion, Stockholm        |                                      |
|  |                                 |            | rapport | 57′ Marcus Olsson 60′ Marcus Olsson | Publik: 6,422 Domare: Jonas Eriksson | Publik: 6,422 Domare: Jonas Eriksson |
|  |                                 |            |         |                                     | Publik: 6,422 Domare: Jonas Eriksson | Publik: 6,422 Domare: Jonas Eriksson |
|  |                                 |            |         |                                     | Publik: 6,422 Domare: Jonas Eriksson | Publik: 6,422 Domare: Jonas Eriksson |

|  | Torsdag 24 september 2009 20:00 | Gefle | 0 – 3   | Malmö FF                                             | Strömvallen, Gävle                      |                                         |
|  |                                 |       | rapport | 29′ Edward Ofere 33′ Edward Ofere 59′ Daniel Larsson | Publik: 3,114 Domare: Daniel Stålhammar | Publik: 3,114 Domare: Daniel Stålhammar |
|  |                                 |       |         |                                                      | Publik: 3,114 Domare: Daniel Stålhammar | Publik: 3,114 Domare: Daniel Stålhammar |
|  |                                 |       |         |                                                      | Publik: 3,114 Domare: Daniel Stålhammar | Publik: 3,114 Domare: Daniel Stålhammar |

|  | Torsdag 24 september 2009 20:00 | Örgryte | 0 – 2   | Trelleborgs FF                        | Gamla Ullevi, Göteborg                |                                       |
|  |                                 |         | rapport | 45′ Joakim Sjöhage 72′ Andreas Drugge | Publik: 3,195 Domare: Michael Lerjéus | Publik: 3,195 Domare: Michael Lerjéus |
|  |                                 |         |         |                                       | Publik: 3,195 Domare: Michael Lerjéus | Publik: 3,195 Domare: Michael Lerjéus |
|  |                                 |         |         |                                       | Publik: 3,195 Domare: Michael Lerjéus | Publik: 3,195 Domare: Michael Lerjéus |

### Omgång 25
|  | Lördag 26 september 2009 16:00 | Kalmar FF                          | 2 – 1   | IFK Göteborg       | Fredriksskans IP, Kalmar                |                                         |
|  |                                | Abiola Dauda 9′ Ricardo Santos 86′ | rapport | 76′ Hannes Stiller | Publik: 6,667 Domare: Martin Ingvarsson | Publik: 6,667 Domare: Martin Ingvarsson |
|  |                                |                                    |         |                    | Publik: 6,667 Domare: Martin Ingvarsson | Publik: 6,667 Domare: Martin Ingvarsson |
|  |                                |                                    |         |                    | Publik: 6,667 Domare: Martin Ingvarsson | Publik: 6,667 Domare: Martin Ingvarsson |

|  | Söndag 27 september 2009 14:30 | Malmö FF                                               | 3 – 1   | Hammarby       | Swedbank Stadion, Malmö                    |                                            |
|  |                                | Daniel Larsson 43′ Daniel Larsson 67′ Edward Ofere 90′ | rapport | 83′ Simon Helg | Publik: 12,187 Domare: Sven-Martin Åkesson | Publik: 12,187 Domare: Sven-Martin Åkesson |
|  |                                |                                                        |         |                | Publik: 12,187 Domare: Sven-Martin Åkesson | Publik: 12,187 Domare: Sven-Martin Åkesson |
|  |                                |                                                        |         |                | Publik: 12,187 Domare: Sven-Martin Åkesson | Publik: 12,187 Domare: Sven-Martin Åkesson |

|  | Söndag 27 september 2009 15:00 | Trelleborgs FF                                                                | 4 – 2   | Helsingborg                                 | Vångavallen, Trelleborg                 |                                         |
|  |                                | Andreas Wihlborg 47′ Joakim Sjöhage 56′ Joakim Sjöhage 61′ Fredrik Jensen 85′ | rapport | 7′ Rasmus Jönsson 30′ Christoffer Andersson | Publik: 3,110 Domare: Daniel Stålhammar | Publik: 3,110 Domare: Daniel Stålhammar |
|  |                                |                                                                               |         |                                             | Publik: 3,110 Domare: Daniel Stålhammar | Publik: 3,110 Domare: Daniel Stålhammar |
|  |                                |                                                                               |         |                                             | Publik: 3,110 Domare: Daniel Stålhammar | Publik: 3,110 Domare: Daniel Stålhammar |

|  | Måndag 28 september 2009 19:00 | Halmstad           | 1 – 2   | Elfsborg                            | Örjans vall, Halmstad                      |                                            |
|  |                                | Azrack Mahamat 44′ | rapport | 27′ Martin Ericsson 88′ Denni Avdić | Publik: 4,389 Domare: Markus Strömbergsson | Publik: 4,389 Domare: Markus Strömbergsson |
|  |                                |                    |         |                                     | Publik: 4,389 Domare: Markus Strömbergsson | Publik: 4,389 Domare: Markus Strömbergsson |
|  |                                |                    |         |                                     | Publik: 4,389 Domare: Markus Strömbergsson | Publik: 4,389 Domare: Markus Strömbergsson |

|  | Måndag 28 september 2009 19:00 | AIK                                   | 2 – 0   | Djurgården | Råsunda, Stockholm                        |                                           |
|  |                                | Antônio Flávio 15′ Antônio Flávio 59′ | rapport |            | Publik: 26,241 Domare: Stefan Johannesson | Publik: 26,241 Domare: Stefan Johannesson |
|  |                                |                                       |         |            | Publik: 26,241 Domare: Stefan Johannesson | Publik: 26,241 Domare: Stefan Johannesson |
|  |                                |                                       |         |            | Publik: 26,241 Domare: Stefan Johannesson | Publik: 26,241 Domare: Stefan Johannesson |

|  | Måndag 28 september 2009 19:00 | Gais                                                           | 3 – 0   | Örebro | Gamla Ullevi, Göteborg               |                                      |
|  |                                | Pär Ericsson 10′ Wanderson do Carmo 65′ Wanderson do Carmo 83′ | rapport |        | Publik: 3,879 Domare: Åke Andreasson | Publik: 3,879 Domare: Åke Andreasson |
|  |                                |                                                                |         |        | Publik: 3,879 Domare: Åke Andreasson | Publik: 3,879 Domare: Åke Andreasson |
|  |                                |                                                                |         |        | Publik: 3,879 Domare: Åke Andreasson | Publik: 3,879 Domare: Åke Andreasson |

|  | Tisdag 29 september 2009 19:00 | Brommapojkarna   | 1 – 0   | Gefle | Grimsta IP, Stockholm                 |                                       |
|  |                                | Nabil Bahoui 47′ | rapport |       | Publik: 1,417 Domare: Michael Lerjéus | Publik: 1,417 Domare: Michael Lerjéus |
|  |                                |                  |         |       | Publik: 1,417 Domare: Michael Lerjéus | Publik: 1,417 Domare: Michael Lerjéus |
|  |                                |                  |         |       | Publik: 1,417 Domare: Michael Lerjéus | Publik: 1,417 Domare: Michael Lerjéus |

|  | Tisdag 29 september 2009 19:00 | Häcken                                | 2 – 0   | Örgryte | Rambergsvallen, Göteborg            |                                     |
|  |                                | John Chibuike 79′ Jonas Bjurström 84′ | rapport |         | Publik: 3,642 Domare: Magnus Ahlsén | Publik: 3,642 Domare: Magnus Ahlsén |
|  |                                |                                       |         |         | Publik: 3,642 Domare: Magnus Ahlsén | Publik: 3,642 Domare: Magnus Ahlsén |
|  |                                |                                       |         |         | Publik: 3,642 Domare: Magnus Ahlsén | Publik: 3,642 Domare: Magnus Ahlsén |

### Omgång 26
|  | Lördag 3 oktober 2009 13:00 | Djurgården | 0 – 0   | Trelleborgs FF | Stockholms stadion, Stockholm        |                                      |
|  |                             |            | rapport |                | Publik: 6,212 Domare: Martin Hansson | Publik: 6,212 Domare: Martin Hansson |
|  |                             |            |         |                | Publik: 6,212 Domare: Martin Hansson | Publik: 6,212 Domare: Martin Hansson |
|  |                             |            |         |                | Publik: 6,212 Domare: Martin Hansson | Publik: 6,212 Domare: Martin Hansson |

|  | Lördag 3 oktober 2009 16:00 | Örgryte                                                                           | 4 – 2   | Kalmar FF                                   | Gamla Ullevi, Göteborg                  |                                         |
|  |                             | Markus Gustafsson 20′ Álvaro Santos 38′ Álvaro Santos 67′ Sebastian Johansson 70′ | rapport | 59′ Jimmie Augustsson 85′ Daniel Sobralense | Publik: 2,220 Domare: Daniel Stålhammar | Publik: 2,220 Domare: Daniel Stålhammar |
|  |                             |                                                                                   |         |                                             | Publik: 2,220 Domare: Daniel Stålhammar | Publik: 2,220 Domare: Daniel Stålhammar |
|  |                             |                                                                                   |         |                                             | Publik: 2,220 Domare: Daniel Stålhammar | Publik: 2,220 Domare: Daniel Stålhammar |

|  | Söndag 4 oktober 2009 15:00 | Helsingborg        | 1 – 0   | Häcken | Olympia, Helsingborg                  |                                       |
|  |                             | Henrik Larsson 87′ | rapport |        | Publik: 5,025 Domare: Michael Lerjéus | Publik: 5,025 Domare: Michael Lerjéus |
|  |                             |                    |         |        | Publik: 5,025 Domare: Michael Lerjéus | Publik: 5,025 Domare: Michael Lerjéus |
|  |                             |                    |         |        | Publik: 5,025 Domare: Michael Lerjéus | Publik: 5,025 Domare: Michael Lerjéus |

|  | Söndag 4 oktober 2009 15:00 | Gefle             | 1 – 0   | Halmstad | Strömvallen, Gävle                   |                                      |
|  |                             | Daniel Westlin 2′ | rapport |          | Publik: 2,338 Domare: Åke Andreasson | Publik: 2,338 Domare: Åke Andreasson |
|  |                             |                   |         |          | Publik: 2,338 Domare: Åke Andreasson | Publik: 2,338 Domare: Åke Andreasson |
|  |                             |                   |         |          | Publik: 2,338 Domare: Åke Andreasson | Publik: 2,338 Domare: Åke Andreasson |

|  | Söndag 4 oktober 2009 15:00 | Hammarby       | 1 – 0   | Brommapojkarna | Söderstadion, Stockholm              |                                      |
|  |                             | Simon Helg 45′ | rapport |                | Publik: 7,360 Domare: Jonas Eriksson | Publik: 7,360 Domare: Jonas Eriksson |
|  |                             |                |         |                | Publik: 7,360 Domare: Jonas Eriksson | Publik: 7,360 Domare: Jonas Eriksson |
|  |                             |                |         |                | Publik: 7,360 Domare: Jonas Eriksson | Publik: 7,360 Domare: Jonas Eriksson |

|  | Söndag 4 oktober 2009 16:00 | Örebro | 0 – 3   | Malmö FF                                                 | Behrn Arena, Örebro                        |                                            |
|  |                             |        | rapport | 52′ Daniel Larsson 59′ Daniel Larsson 90′ Daniel Larsson | Publik: 7,157 Domare: Markus Strömbergsson | Publik: 7,157 Domare: Markus Strömbergsson |
|  |                             |        |         |                                                          | Publik: 7,157 Domare: Markus Strömbergsson | Publik: 7,157 Domare: Markus Strömbergsson |
|  |                             |        |         |                                                          | Publik: 7,157 Domare: Markus Strömbergsson | Publik: 7,157 Domare: Markus Strömbergsson |

|  | Söndag 4 oktober 2009 19:30 | Elfsborg | 0 – 0   | AIK | Borås Arena, Borås                       |                                          |
|  |                             |          | rapport |     | Publik: 12,917 Domare: Martin Ingvarsson | Publik: 12,917 Domare: Martin Ingvarsson |
|  |                             |          |         |     | Publik: 12,917 Domare: Martin Ingvarsson | Publik: 12,917 Domare: Martin Ingvarsson |
|  |                             |          |         |     | Publik: 12,917 Domare: Martin Ingvarsson | Publik: 12,917 Domare: Martin Ingvarsson |

|  | Måndag 5 oktober 2009 19:00 | IFK Göteborg                              | 2 – 1   | Gais                   | Gamla Ullevi, Göteborg                    |                                           |
|  |                             | Stefan Selakovic 37′ Stefan Selakovic 90′ | rapport | 55′ Eyjólfur Héðinsson | Publik: 17,947 Domare: Stefan Johannesson | Publik: 17,947 Domare: Stefan Johannesson |
|  |                             |                                           |         |                        | Publik: 17,947 Domare: Stefan Johannesson | Publik: 17,947 Domare: Stefan Johannesson |
|  |                             |                                           |         |                        | Publik: 17,947 Domare: Stefan Johannesson | Publik: 17,947 Domare: Stefan Johannesson |

### Omgång 27
|  | Lördag 17 oktober 2009 14:00 | Trelleborgs FF | 0–1     | Elfsborg            | Vångavallen, Trelleborg               |                                       |
|  |                              |                | rapport | 74′ Martin Ericsson | Publik: 2,096 Domare: Michael Lerjéus | Publik: 2,096 Domare: Michael Lerjéus |
|  |                              |                |         |                     | Publik: 2,096 Domare: Michael Lerjéus | Publik: 2,096 Domare: Michael Lerjéus |
|  |                              |                |         |                     | Publik: 2,096 Domare: Michael Lerjéus | Publik: 2,096 Domare: Michael Lerjéus |

|  | Lördag 17 oktober 2009 16:00 | Kalmar FF                         | 2–2     | Gais                                    | Fredriksskans IP, Kalmar            |                                     |
|  |                              | Daniel Sobralense 1′ Reinaldo 59′ | rapport | 17′ Wanderson do Carmo 82′ Mervan Celik | Publik: 3,919 Domare: Magnus Ahlsén | Publik: 3,919 Domare: Magnus Ahlsén |
|  |                              |                                   |         |                                         | Publik: 3,919 Domare: Magnus Ahlsén | Publik: 3,919 Domare: Magnus Ahlsén |
|  |                              |                                   |         |                                         | Publik: 3,919 Domare: Magnus Ahlsén | Publik: 3,919 Domare: Magnus Ahlsén |

|  | Lördag 17 oktober 2009 16:00 | AIK               | 1–0     | Gefle | Råsunda, Stockholm                       |                                          |
|  |                              | Gabriel Özkan 70′ | rapport |       | Publik: 15,049 Domare: Daniel Stålhammar | Publik: 15,049 Domare: Daniel Stålhammar |
|  |                              |                   |         |       | Publik: 15,049 Domare: Daniel Stålhammar | Publik: 15,049 Domare: Daniel Stålhammar |
|  |                              |                   |         |       | Publik: 15,049 Domare: Daniel Stålhammar | Publik: 15,049 Domare: Daniel Stålhammar |

|  | Söndag 18 oktober 2009 15:00 | Brommapojkarna                                             | 3–0     | Örebro | Grimsta IP                               |                                          |
|  |                              | Mauricio Albornoz 2′ Miiko Albornoz 52′ Olof Guterstam 53′ | rapport |        | Publik: 2,170 Domare: Stefan Johannesson | Publik: 2,170 Domare: Stefan Johannesson |
|  |                              |                                                            |         |        | Publik: 2,170 Domare: Stefan Johannesson | Publik: 2,170 Domare: Stefan Johannesson |
|  |                              |                                                            |         |        | Publik: 2,170 Domare: Stefan Johannesson | Publik: 2,170 Domare: Stefan Johannesson |

|  | Söndag 18 oktober 2009 15:00 | Örgryte                                               | 3–0     | Helsingborg | Gamla Ullevi, Göteborg                     |                                            |
|  |                              | Álvaro Santos 25′ Álvaro Santos 56′ Álvaro Santos 65′ | rapport |             | Publik: 3,821 Domare: Markus Strömbergsson | Publik: 3,821 Domare: Markus Strömbergsson |
|  |                              |                                                       |         |             | Publik: 3,821 Domare: Markus Strömbergsson | Publik: 3,821 Domare: Markus Strömbergsson |
|  |                              |                                                       |         |             | Publik: 3,821 Domare: Markus Strömbergsson | Publik: 3,821 Domare: Markus Strömbergsson |

|  | Måndag 19 oktober 2009 19:00 | Häcken                               | 2–1     | Djurgården       | Rambergsvallen, Göteborg                  |                                           |
|  |                              | Vinicius Lopes 74′ John Chibuike 78′ | rapport | 40′ Hrvoje Milić | Publik: 1,845 Domare: Sven-Martin Åkesson | Publik: 1,845 Domare: Sven-Martin Åkesson |
|  |                              |                                      |         |                  | Publik: 1,845 Domare: Sven-Martin Åkesson | Publik: 1,845 Domare: Sven-Martin Åkesson |
|  |                              |                                      |         |                  | Publik: 1,845 Domare: Sven-Martin Åkesson | Publik: 1,845 Domare: Sven-Martin Åkesson |

|  | Måndag 19 oktober 2009 19:00 | Halmstad      | 1–0     | Hammarby | Örjans vall, Halmstad                   |                                         |
|  |                              | Tim Sparv 78′ | rapport |          | Publik: 4,324 Domare: Martin Ingvarsson | Publik: 4,324 Domare: Martin Ingvarsson |
|  |                              |               |         |          | Publik: 4,324 Domare: Martin Ingvarsson | Publik: 4,324 Domare: Martin Ingvarsson |
|  |                              |               |         |          | Publik: 4,324 Domare: Martin Ingvarsson | Publik: 4,324 Domare: Martin Ingvarsson |

|  | Måndag 19 oktober 2009 19:00 | Malmö FF | 0–1     | IFK Göteborg      | Swedbank Stadion, Malmö               |                                       |
|  |                              |          | rapport | 28′ Thomas Olsson | Publik: 18,293 Domare: Jonas Eriksson | Publik: 18,293 Domare: Jonas Eriksson |
|  |                              |          |         |                   | Publik: 18,293 Domare: Jonas Eriksson | Publik: 18,293 Domare: Jonas Eriksson |
|  |                              |          |         |                   | Publik: 18,293 Domare: Jonas Eriksson | Publik: 18,293 Domare: Jonas Eriksson |

### Omgång 28
|  | Fredag 23 oktober 2009 18:00 | Gais                  | 1 – 1   | Malmö FF              | Gamla Ullevi, Göteborg                |                                       |
|  |                              | Mattias Lindström 24′ | rapport | 89′ Wílton Figueiredo | Publik: 11,685 Domare: Åke Andreasson | Publik: 11,685 Domare: Åke Andreasson |
|  |                              |                       |         |                       | Publik: 11,685 Domare: Åke Andreasson | Publik: 11,685 Domare: Åke Andreasson |
|  |                              |                       |         |                       | Publik: 11,685 Domare: Åke Andreasson | Publik: 11,685 Domare: Åke Andreasson |

|  | Fredag 23 oktober 2009 18:00 | Örebro                              | 2 – 1   | Halmstad         | Behrn Arena, Örebro                       |                                           |
|  |                              | Roni Porokara 32′ Roni Porokara 68′ | rapport | 29′ Emir Kujović | Publik: 4,223 Domare: Sven-Martin Åkesson | Publik: 4,223 Domare: Sven-Martin Åkesson |
|  |                              |                                     |         |                  | Publik: 4,223 Domare: Sven-Martin Åkesson | Publik: 4,223 Domare: Sven-Martin Åkesson |
|  |                              |                                     |         |                  | Publik: 4,223 Domare: Sven-Martin Åkesson | Publik: 4,223 Domare: Sven-Martin Åkesson |

|  | Fredag 23 oktober 2009 19:00 | Brommapojkarna | 0 – 3   | IFK Göteborg                                               | Grimsta IP, Stockholm                    |                                          |
|  |                              |                | rapport | 49′ Tobias Hysén 80′ Niclas Alexandersson 82′ Tobias Hysén | Publik: 3,822 Domare: Stefan Johannesson | Publik: 3,822 Domare: Stefan Johannesson |
|  |                              |                |         |                                                            | Publik: 3,822 Domare: Stefan Johannesson | Publik: 3,822 Domare: Stefan Johannesson |
|  |                              |                |         |                                                            | Publik: 3,822 Domare: Stefan Johannesson | Publik: 3,822 Domare: Stefan Johannesson |

|  | Lördag 24 oktober 2009 14:00 | Djurgården                          | 2 – 1   | Örgryte                 | Stockholms stadion, Stockholm        |                                      |
|  |                              | Patrik Haginge 31′ Hrvoje Milić 61′ | rapport | 53′ Alexander Mellqvist | Publik: 6,196 Domare: Martin Hansson | Publik: 6,196 Domare: Martin Hansson |
|  |                              |                                     |         |                         | Publik: 6,196 Domare: Martin Hansson | Publik: 6,196 Domare: Martin Hansson |
|  |                              |                                     |         |                         | Publik: 6,196 Domare: Martin Hansson | Publik: 6,196 Domare: Martin Hansson |

|  | Lördag 24 oktober 2009 16:00 | Helsingborg        | 1 – 1   | Kalmar FF          | Olympia, Helsingborg                    |                                         |
|  |                              | René Makondele 10′ | rapport | 30′ Ricardo Santos | Publik: 5,159 Domare: Daniel Stålhammar | Publik: 5,159 Domare: Daniel Stålhammar |
|  |                              |                    |         |                    | Publik: 5,159 Domare: Daniel Stålhammar | Publik: 5,159 Domare: Daniel Stålhammar |
|  |                              |                    |         |                    | Publik: 5,159 Domare: Daniel Stålhammar | Publik: 5,159 Domare: Daniel Stålhammar |

|  | Söndag 25 oktober 2009 12:30 | Hammarby       | 1 – 2   | AIK                                | Råsunda, Stockholm                    |                                       |
|  |                              | Simon Helg 60′ | rapport | 34′ Antônio Flávio 71′ Kenny Pavey | Publik: 23,884 Domare: Jonas Eriksson | Publik: 23,884 Domare: Jonas Eriksson |
|  |                              |                |         |                                    | Publik: 23,884 Domare: Jonas Eriksson | Publik: 23,884 Domare: Jonas Eriksson |
|  |                              |                |         |                                    | Publik: 23,884 Domare: Jonas Eriksson | Publik: 23,884 Domare: Jonas Eriksson |

|  | Söndag 25 oktober 2009 15:00 | Elfsborg     | 1 – 1   | Häcken               | Borås Arena, Borås                         |                                            |
|  |                              | Självmål 23′ | rapport | 90′ Marcus Jarlegren | Publik: 8,392 Domare: Markus Strömbergsson | Publik: 8,392 Domare: Markus Strömbergsson |
|  |                              |              |         |                      | Publik: 8,392 Domare: Markus Strömbergsson | Publik: 8,392 Domare: Markus Strömbergsson |
|  |                              |              |         |                      | Publik: 8,392 Domare: Markus Strömbergsson | Publik: 8,392 Domare: Markus Strömbergsson |

|  | Söndag 25 oktober 2009 15:00 | Gefle                                   | 2 – 1   | Trelleborgs FF     | Strömvallen, Gävle                 |                                    |
|  |                              | Alexander Gerndt 14′ Andreas Dahlén 52′ | rapport | 70′ Joakim Sjöhage | Publik: 2,108 Domare: Johan Hamlin | Publik: 2,108 Domare: Johan Hamlin |
|  |                              |                                         |         |                    | Publik: 2,108 Domare: Johan Hamlin | Publik: 2,108 Domare: Johan Hamlin |
|  |                              |                                         |         |                    | Publik: 2,108 Domare: Johan Hamlin | Publik: 2,108 Domare: Johan Hamlin |

### Omgång 29
|  | Måndag 26 oktober 2009 19:00 | Gais | 0 – 1   | Brommapojkarna     | Gamla Ullevi, Göteborg              |                                     |
|  |                              |      | rapport | 75′ Philip Haglund | Publik: 2,775 Domare: Magnus Ahlsén | Publik: 2,775 Domare: Magnus Ahlsén |
|  |                              |      |         |                    | Publik: 2,775 Domare: Magnus Ahlsén | Publik: 2,775 Domare: Magnus Ahlsén |
|  |                              |      |         |                    | Publik: 2,775 Domare: Magnus Ahlsén | Publik: 2,775 Domare: Magnus Ahlsén |

|  | Tisdag 27 oktober 2009 19:00 | IFK Göteborg                      | 2 – 2   | Halmstad                                    | Gamla Ullevi, Göteborg                   |                                          |
|  |                              | Tobias Hysén 52′ Tobias Hysén 76′ | rapport | 29′ Emir Kujović 44′ Jonas Gudni Saevarsson | Publik: 16,687 Domare: Martin Ingvarsson | Publik: 16,687 Domare: Martin Ingvarsson |
|  |                              |                                   |         |                                             | Publik: 16,687 Domare: Martin Ingvarsson | Publik: 16,687 Domare: Martin Ingvarsson |
|  |                              |                                   |         |                                             | Publik: 16,687 Domare: Martin Ingvarsson | Publik: 16,687 Domare: Martin Ingvarsson |

|  | Tisdag 27 oktober 2009 19:00 | Kalmar FF                                                                                       | 5 – 4   | Malmö FF                                                                | Fredriksskans IP, Kalmar                 |                                          |
|  |                              | Ricardo Santos 4′ Abiola Dauda 35′ Daniel Sobralense 41′ Daniel Sobralense 85′ Abiola Dauda 90′ | rapport | 14′ Daniel Larsson 25′ Daniel Larsson 32′ Edward Ofere 62′ Edward Ofere | Publik: 4,779 Domare: Stefan Johannesson | Publik: 4,779 Domare: Stefan Johannesson |
|  |                              |                                                                                                 |         |                                                                         | Publik: 4,779 Domare: Stefan Johannesson | Publik: 4,779 Domare: Stefan Johannesson |
|  |                              |                                                                                                 |         |                                                                         | Publik: 4,779 Domare: Stefan Johannesson | Publik: 4,779 Domare: Stefan Johannesson |

|  | Onsdag 28 oktober 2009 19:00 | AIK                        | 1 – 1   | Örebro       | Råsunda, Stockholm                          |                                             |
|  |                              | Martin Kayongo-Mutumba 57′ | rapport | 70′ Självmål | Publik: 23,735 Domare: Markus Strömbergsson | Publik: 23,735 Domare: Markus Strömbergsson |
|  |                              |                            |         |              | Publik: 23,735 Domare: Markus Strömbergsson | Publik: 23,735 Domare: Markus Strömbergsson |
|  |                              |                            |         |              | Publik: 23,735 Domare: Markus Strömbergsson | Publik: 23,735 Domare: Markus Strömbergsson |

|  | Onsdag 28 oktober 2009 19:00 | Örgryte           | 1 – 1   | Elfsborg        | Gamla Ullevi, Göteborg               |                                      |
|  |                              | Pavel Zavadil 83′ | rapport | 24′ James Keene | Publik: 4,741 Domare: Martin Hansson | Publik: 4,741 Domare: Martin Hansson |
|  |                              |                   |         |                 | Publik: 4,741 Domare: Martin Hansson | Publik: 4,741 Domare: Martin Hansson |
|  |                              |                   |         |                 | Publik: 4,741 Domare: Martin Hansson | Publik: 4,741 Domare: Martin Hansson |

|  | Onsdag 28 oktober 2009 19:00 | Trelleborgs FF                                                                        | 4 – 2   | Hammarby                            | Vångavallen, Trelleborg                 |                                         |
|  |                              | Fredrik Jensen 45′ Kristian Haynes 79′ (str.) Magnus Andersson 81′ Joakim Sjöhage 90′ | rapport | 30′ Patrik Gerrbrand 53′ Simon Helg | Publik: 2,538 Domare: Daniel Stålhammar | Publik: 2,538 Domare: Daniel Stålhammar |
|  |                              |                                                                                       |         |                                     | Publik: 2,538 Domare: Daniel Stålhammar | Publik: 2,538 Domare: Daniel Stålhammar |
|  |                              |                                                                                       |         |                                     | Publik: 2,538 Domare: Daniel Stålhammar | Publik: 2,538 Domare: Daniel Stålhammar |

|  | Onsdag 28 oktober 2009 19:00 | Helsingborg | 0 – 2   | Djurgården                            | Olympia, Helsingborg                   |                                        |
|  |                              |             | rapport | 37′ Yosif Ayuba 69′ Prince Ikpe Ekong | Publik: 11,671 Domare: Michael Lerjéus | Publik: 11,671 Domare: Michael Lerjéus |
|  |                              |             |         |                                       | Publik: 11,671 Domare: Michael Lerjéus | Publik: 11,671 Domare: Michael Lerjéus |
|  |                              |             |         |                                       | Publik: 11,671 Domare: Michael Lerjéus | Publik: 11,671 Domare: Michael Lerjéus |

|  | Onsdag 28 oktober 2009 19:00 | Häcken | 0 – 0   | Gefle | Rambergsvallen, Göteborg              |                                       |
|  |                              |        | rapport |       | Publik: 1,910 Domare: Tobias Mattsson | Publik: 1,910 Domare: Tobias Mattsson |
|  |                              |        |         |       | Publik: 1,910 Domare: Tobias Mattsson | Publik: 1,910 Domare: Tobias Mattsson |
|  |                              |        |         |       | Publik: 1,910 Domare: Tobias Mattsson | Publik: 1,910 Domare: Tobias Mattsson |

### Omgång 30
|  | Söndag 1 november 2009 15:00 | IFK Göteborg      | 1 – 2   | AIK                                      | Gamla Ullevi, Göteborg                |                                       |
|  |                              | Thomas Olsson 32′ | rapport | 55′ Antônio Flávio 85′ Daniel Tjernström | Publik: 17,233 Domare: Martin Hansson | Publik: 17,233 Domare: Martin Hansson |
|  |                              |                   |         |                                          | Publik: 17,233 Domare: Martin Hansson | Publik: 17,233 Domare: Martin Hansson |
|  |                              |                   |         |                                          | Publik: 17,233 Domare: Martin Hansson | Publik: 17,233 Domare: Martin Hansson |

|  | Söndag 1 november 2009 15:00 | Örebro             | 1 – 1   | Trelleborg         | Behrn Arena, Örebro                  |                                      |
|  |                              | Marcus Astvald 67′ | rapport | 85′ Peter Abelsson | Publik: 4,212 Domare: Andreas Ekberg | Publik: 4,212 Domare: Andreas Ekberg |
|  |                              |                    |         |                    | Publik: 4,212 Domare: Andreas Ekberg | Publik: 4,212 Domare: Andreas Ekberg |
|  |                              |                    |         |                    | Publik: 4,212 Domare: Andreas Ekberg | Publik: 4,212 Domare: Andreas Ekberg |

|  | Söndag 1 november 2009 15:00 | Malmö FF         | 1 – 1   | Brommapojkarna   | Swedbank Stadion, Malmö               |                                       |
|  |                              | Edward Ofere 69′ | rapport | 85′ Nabil Bahoui | Publik: 9,295 Domare: Michael Lerjéus | Publik: 9,295 Domare: Michael Lerjéus |
|  |                              |                  |         |                  | Publik: 9,295 Domare: Michael Lerjéus | Publik: 9,295 Domare: Michael Lerjéus |
|  |                              |                  |         |                  | Publik: 9,295 Domare: Michael Lerjéus | Publik: 9,295 Domare: Michael Lerjéus |

|  | Söndag 1 november 2009 15:00 | Halmstad            | 1 – 3   | Gais                                                           | Örjans vall, Halmstad                   |                                         |
|  |                              | Johnny Lundberg 39′ | rapport | 18′ Calum Angus 74′ Wanderson do Carmo 84′ Hallgrímur Jónasson | Publik: 2,107 Domare: Daniel Stålhammar | Publik: 2,107 Domare: Daniel Stålhammar |
|  |                              |                     |         |                                                                | Publik: 2,107 Domare: Daniel Stålhammar | Publik: 2,107 Domare: Daniel Stålhammar |
|  |                              |                     |         |                                                                | Publik: 2,107 Domare: Daniel Stålhammar | Publik: 2,107 Domare: Daniel Stålhammar |

|  | Söndag 1 november 2009 15:00 | Djurgården                                | 2 – 0   | Kalmar FF | Stockholms stadion, Stockholm               |                                             |
|  |                              | Patrik Haginge 27′ Markus Johannesson 56′ | rapport |           | Publik: 10,630 Domare: Markus Strömbergsson | Publik: 10,630 Domare: Markus Strömbergsson |
|  |                              |                                           |         |           | Publik: 10,630 Domare: Markus Strömbergsson | Publik: 10,630 Domare: Markus Strömbergsson |
|  |                              |                                           |         |           | Publik: 10,630 Domare: Markus Strömbergsson | Publik: 10,630 Domare: Markus Strömbergsson |

|  | Söndag 1 november 2009 15:00 | Elfsborg        | 1 – 0   | Helsingborg | Borås Arena, Borås                  |                                     |
|  |                              | James Keene 73′ | rapport |             | Publik: 9,246 Domare: Magnus Ahlsén | Publik: 9,246 Domare: Magnus Ahlsén |
|  |                              |                 |         |             | Publik: 9,246 Domare: Magnus Ahlsén | Publik: 9,246 Domare: Magnus Ahlsén |
|  |                              |                 |         |             | Publik: 9,246 Domare: Magnus Ahlsén | Publik: 9,246 Domare: Magnus Ahlsén |

|  | Söndag 1 november 2009 15:00 | Hammarby | 0 – 1   | Häcken                   | Söderstadion, Stockholm                  |                                          |
|  |                              |          | rapport | 73′ Vinicius Lopes Souto | Publik: 4,133 Domare: Stefan Johannesson | Publik: 4,133 Domare: Stefan Johannesson |
|  |                              |          |         |                          | Publik: 4,133 Domare: Stefan Johannesson | Publik: 4,133 Domare: Stefan Johannesson |
|  |                              |          |         |                          | Publik: 4,133 Domare: Stefan Johannesson | Publik: 4,133 Domare: Stefan Johannesson |

|  | Söndag 1 november 2009 15:00 | Gefle                                     | 2 – 2   | Örgryte                                 | Strömvallen, Gävle                      |                                         |
|  |                              | Alexander Gerndt 28′ Alexander Gerndt 38′ | rapport | 15′ Álvaro Santos 44′ Markus Gustafsson | Publik: 1,605 Domare: Martin Ingvarsson | Publik: 1,605 Domare: Martin Ingvarsson |
|  |                              |                                           |         |                                         | Publik: 1,605 Domare: Martin Ingvarsson | Publik: 1,605 Domare: Martin Ingvarsson |
|  |                              |                                           |         |                                         | Publik: 1,605 Domare: Martin Ingvarsson | Publik: 1,605 Domare: Martin Ingvarsson |